# Liste des duchés de France
Cet article reprend la liste des duchés français du début de la féodalité au IXe siècle à la fin de la monarchie française au XIXe siècle

## Historique
Les duchés de France sont fondés au IXe siècle par les rois carolingiens et les membres princiers de leur famille qui se partagent l'Empire de Charlemagne dont ils ont hérité en réorganisant tous les royaumes carolingiens de France en duchés et comtés féodaux vassaux du roi de France.[réf. souhaitée]

## Duchés médiévaux

### Circonscriptions administratives
Dans la continuité de l'administration de l'Empire romain, les différents royaumes germaniques mirent en place des circonscriptions de commandement confiées à des représentants de l'aristocratie, nommés et révoqués par le souverain. Ces ducs avaient souvent autorité sur plusieurs comtés. Les commandements des régions frontalières prenaient le nom de « marche » ou « marquisat ». La géographie précise de ces circonscriptions est difficile à établir, d'autant plus que leurs contours étaient très fluctuants. Nombre de ces commandements, devenus héréditaires, évoluèrent en principautés territoriales de type féodal.
| Nom du duché                          | Liste des ducs                       | Date de création | Histoire du titre |
| Duché de Bavière                      | Liste des ducs                       | 555              | Annexé par Charlemagne |
| Duché de Dentelin                     | pas de liste de titulaires           | VIe siècle ?     | Duché de l'époque mérovingienne qui s'étendait sur la Haute-Normandie, la Picardie et le sud de la Flandre |
| Duché d'Aquitaine puis de Guyenne     | Liste des ducs d'Aquitaine           | 632              | Duché féodal en 632 (duché-pairie en 1200) pour le lignage mérovingien, passé en 670 dans la maison Boggide. Titre éteint en 768. Rétabli en 845 pour la maison de Poitiers, passé en 893 dans la maison Wilhelmide, en 918 dans la maison Bellonide de Carcassonne, revenu en 928 dans la maison de Poitou, passé en 932 dans la maison Raymondine de Toulouse, revenu en 950 dans la maison de Poitiers, passé en 1168 dans la maison de Plantagenêt (rois d'Angleterre), en 1196 dans la maison Guelfe, revenu en 1199 aux Plantagenêt (roi d'Angleterre). Titre éteint en 1204. Rétabli en 1259 pour la maison de Plantagenêt (rois d'Angleterre), passé en 1399 dans la maison de Lancastre (roi d'Angleterre), en 1400 dans la maison de Valois, revenu en 1415 dans la maison de Lancastre (rois d'Angleterre) puis en 1469 dans la maison de Valois. Titre éteint en 1472. Ce titre fut rétabli en 1753 pour un fils de France mais s'éteignit avec son décès en 1754. Relevé comme titre de courtoisie depuis 1972 par la branche aînée des Bourbons, porté depuis 1995 par Emmanuelle de Bourbon, née en 1960. |
| Duché d'Alsace                        | Liste des comtes puis ducs d'Alsace  | 662              | Duché féodal en 662 pour la maison Etichonide, passé en 867 dans la maison Carolingienne, revenu en 870 dans la maison Etichonide, passé en 917 dans la maison de Wettin, en 926 dans la maison de Wetterau, en 948 dans la maison Ludolfinge, revenu en 954 dans la maison de Wettin puis en 973 dans la maison Ludolfinge et en 982 dans la maison de Wetterau, passé en 1038 dans la maison Salienne, en 1048 dans la maison de Schweinfürst, en 1057 dans la maison de Rhinfelden puis en 1080 dans la maison de Hohenstaufen. Titre éteint en 1268. Le duché d'Alsace était un fief allemand et non français. |
| Duché de Gascogne                     | Liste des comtes et ducs de Gascogne | 768              | Duché féodal en 768 pour la maison Boggide, passé en 864 dans la maison Wilhelmide, en 872 dans la maison Pérez de Mittara, en 1032 dans la maison de Taillefer, en 1036 dans la maison de Poitiers puis en 1040 dans la maison d'Armagnac. Titre éteint en 1042. |
| Duché puis comté de Toulouse          | Liste des comtes de Toulouse         | 788              | Duché féodal[réf. nécessaire] en 788 pour la maison Wilhelmide. Titre éteint en 850, Toulouse devient un Comté. |
| Duché puis comté de Ponthieu          | Liste des comtes de Ponthieu         | 793              | Duché féodal en 793 pour la maison du Ponthieu. Titre éteint en 844, le Ponthieu devient un Comté. |
| Duché de Septimanie                   | pas de liste de titulaires           | 817              | Duché féodal en 817 pour la maison Wilhelmide. Titre éteint en 844. |
| Duché de Bretagne                     | Liste des souverains de Bretagne     | 824/1547         | Comté féodal en 824 pour Nominoé, envoyé (missus) du roi de France, qui s'intitule en 840 roi de Bretagne. Rétabli en 939 par la maison de Poher, passé en 987 dans la maison de Rennes, en 1066 dans la maison de Cornouaille, en 1148 dans la maison de Perhoët, revenu en 1156 dans la maison de Rennes, passé en 1196 dans la maison de Plantagenêt, en 1203 dans la maison de Thouars, en 1221 dans la maison de Dreux, avec Guy Mauclerc qui prend officiellement le titre de duc, disputé de 1341 à 1365, arrive en 1365 dans la maison de Montfort. Duché-pairie en 1297, passé en 1514 dans la maison de Valois. Titre éteint en 1547 avec la réunion à la couronne de France. N'a jamais été donné en apanage. Rétabli en 1707 pour un fils de France, éteint avec son accession au dauphiné de France en 1712. Relevé comme titre de courtoisie de 1950 à 1975 par la branche aînée des Bourbons. |
| Duché de Bourgogne                    | Liste des ducs de Bourgogne          | 877              | Duché féodal en 877 (duché-pairie en 1200) pour la maison Nivelonne, passé en 943 dans la maison Robertienne, devenue depuis Capétienne, en 1364 dans la maison de Valois. Titre éteint en 1477. Rétabli en 1682 pour la maison de Bourbon et deux fils de France. Titre éteint en 1761. Il existe parallèlement un comté de Bourgogne, devenu la Franche-comté. Relevé comme titre de courtoisie depuis 2010 par la branche aînée des Bourbons. |
| Duché des Francs                      | Liste des ducs des Francs            | 687              | Le titre de « duc des Francs » est davantage une appellation, du moins pour les premiers titulaires. Duché féodal en 886 pour la maison Robertienne. Titre éteint en 987. |
| Duché de Normandie                    | Liste des ducs de Normandie          | 911              | Duché féodal en 911 (duché-pairie en 1200) pour la maison Rollonide (rois d'Angleterre à partir de 1066), passé en 1135 dans la maison de Blois puis en 1144 dans la maison de Plantagenêt (rois d'Angleterre à partir de 1154). Titre éteint en France en 1204 (le roi d'Angleterre conserve les îles anglo-normandes dont il est toujours le duc au XXIe siècle. Rétabli en 1331 pour la maison de Valois, passé en 1418 dans la maison de Lancastre (rois d'Angleterre) puis revenu en 1465 dans la maison de Valois. Titre éteint en 1469. Rétabli en 1785 pour un fils de France, mais qui s'éteignit lorsque le titulaire accéda au dauphiné de France en 1789. |
| Duché de Lorraine                     | Liste des ducs de Lorraine           | 911              | Duché féodal en 911 pour la maison Ydulfing, passé en 940 dans la maison Ludolfinge, revenu en 941 dans la maison Ydulfing, passé en 944 dans la maison de Spire, revenu en 953 dans la maison Ludolfinge, passé en 959 dans la maison Wigéricide, en 1046 dans la maison de Lorraine puis en 1431 dans la maison de Valois, revenu en 1473 dans la maison de Lorraine puis passé en 1738 à Stanislas Ier Leszczynski, ex-roi de Pologne. Titre éteint en 1766 et le duché devint alors province de France. Néanmoins, le titre a été relevé par le chef dynastique de la maison de Lorraine, devenue maison impériale et royale austro-hongroise de Habsbourg-Lorraine, descendant direct et légitime du duc régnant en 1737 et est parfois encore porté de nos jours. Le duché de Lorraine était un fief hors de France. |
| Comté puis duché de Bar ou de Barrois | Liste des comtes puis ducs de Bar    | 951              | Duché féodal en 951 pour la maison Wigéricide. Titre éteint en 1034. Rétabli en 1355 pour la maison de Mousson, passé en 1419 dans la maison de Valois, en 1480 dans la maison de Lorraine puis en 1738 à Stanislas Ier Leczinsky, ex roi de Pologne. Titre éteint en 1766, le Barrois suivit dès lors le sort de la Lorraine. Ce titre, néanmoins, a suivi depuis la même destinée que celui de Lorraine, auquel il reste traditionnellement joint et est parfois porté par le chef dynastique de la maison impériale et royale de Habsbourg-Lorraine. |
| Duché de Narbonne                     | voir liste des comtes de Toulouse    | XIIe siècle      | Duché féodal du début du XIIe siècle pour les comtes de Toulouse. Titre éteint en 1249. |
| Duché de Langres                      | Liste des évêques de Langres         | 1200             | Duché-pairie épiscopal en 1200 pour les évêques de Langres. Titre éteint en 1801 avec le 40e duc-évêque César-Guillaume de La Luzerne (1738-1821). |
| Duché de Laon                         | Liste des évêques de Laon            | 1200             | Duché-pairie épiscopal en 1200 pour les évêques de Laon. Titre éteint en 1801 avec le 40e duc-évêque Louis-Maxime de Sabran (1739-1811). |
| Duché de Reims                        | Liste des archevêques de Reims       | 1200             | Duché-pairie archiépiscopal en 1200 pour les archevêques de Reims. Titre éteint en 1801 avec le 45e duc-archevêque Alexandre-Angélique de Talleyrand-Périgord (1736-1821). |

### Titres féodaux
- Domaine royal

La France en 1477
Domaine royal

À la fin du Moyen Âge et à l'époque moderne, le duché et la pairie seront attribués à des ensembles féodaux moins importants, principalement d’anciens comtés. Les titulaires sont le plus souvent des princes de la famille royale, sous la règle de l'apanage qui veut que l'extinction de la descendance mâle du premier titulaire entraîne le rattachement au domaine royal du duché.
| Nom du duché | Liste des ducs                           | Date de création                                  | Histoire du titre |
| Duché d'Auvergne | Liste des ducs d'Auvergne                | 1226-1271 1360-1521 1528-1532 1569-1574 1773-1778 | 1re création pour Alphonse de France (1220-1271), comte de Poitiers. 2e création pour Jean de France (1340-1416), passé en 1434 aux ducs de Bourbon, confisqué en 1521 par le roi. 3e création pour Louise de Savoie, mais revient à la couronne à sa mort en 1532. 4e création (apanage) pour duc d'Anjou en 1569. Lorsque celui-ci devient le roi Henri III en 1574, le duché est à nouveau réuni à la couronne. 5e création (apanage) de comte d'Artois, comme 13e duc, qu'il échange avec la Couronne en 1778. |
| Duché de Bourbon, érigé sur la localité de Bourbon-l'Archambault (département de l'Allier, province du Bourbonnais) | Liste des seigneurs puis ducs de Bourbon | 1327                                              | Duché-pairie en 1327 pour Louis Ier de Bourbon (1270-1342), prince du sang, passé en 1527 à Louise de Savoie puis en 1544 dans la maison de Valois. Rétabli en 1661 pour la maison de Bourbon-Condé. Titre éteint en 1830 avec le 18e duc, Louis-Henri-Joseph de Bourbon-Condé (1756-1830), prince du sang. Relevé comme titre de courtoisie de 1950 à 1989 par la branche aînée des Bourbons. |
| Duché d'Orléans, érigé sur la localité d'Orléans (département du Loiret, province de l'Orléanais)                   | Liste des ducs d'Orléans                 | 1344                                              | duché-pairie en 1344 pour Philippe de France (1336-1375). Titre éteint avec lui et rétabli en 1392, passé en 1626 dans la maison de Bourbon puis en 1661 dans la maison d'Orléans. Titre éteint en 1842 avec Ferdinand-Philippe d'Orléans. Relevé comme titre de courtoisie par certains de ses descendants, parmi lesquels depuis 1969, Jacques d'Orléans, né en 1941. |
| Duché d'Anjou | Liste des comtes et ducs d'Anjou         | 1356                                              | Créé en 1356 pour Louis de France (1339-1384), le duché fait retour à la couronne en 1481. Il est attribué en 1515 à Louise de Savoie, puis revient à la couronne à sa mort (1532). Il est attribué comme apanage au duc d'Anjou en 1566. Lorsque celui-ci devient le roi Henri III en 1574, le duché est à nouveau réuni à la couronne. Il devient en 1576 le nouvel apanage de François, frère du roi, mais lorsque ce dernier meurt en 1584, il revient à la couronne. Il n'est plus attribué comme apanage jusqu'en 1771, date à laquelle il revient au comte de Provence, titulaire comme 16e duc au moment de la suppression des circonscriptions féodales. Relevé comme titre de courtoisie par Jacques de Bourbon (1870-1931), puis depuis 1946 par la nouvelle branche aînée des Bourbons, porté depuis 1989 par Louis de Bourbon, né en 1974. |
| Duché de Berry | Liste des ducs de Berry                  | 1360                                              | Duché-pairie en 1360 pour Jean de France (1340-1416). Titre éteint en 1584. Rétabli en 1686 pour la maison de Bourbon. Titre éteint en 1820 avec le 14e duc, Charles-Ferdinand d'Artois (1778-1820), petit-fils de France. Relevé comme titre de courtoisie depuis 2010 par la branche aînée des Bourbons. |
| Duché de Touraine                                                                                                   | Liste des comtes et ducs de Tours        | 1360                                              | Duché-pairie en 1360 pour Philippe de France (1342-1404), passé en 1423 dans la maison Douglas, revenu en 1424 dans la maison de Valois. Titre éteint en 1480. Rétabli en 1527 pour Louise de Savoie puis revenu en 1576 dans la maison de Valois. Titre éteint en 1584 avec le 10e duc, François de France (1555-1584), fils de France, héritier du trône de France. Relevé comme titre de courtoisie de 1981 à 1984 par la branche aînée des Bourbons. |
| Duché de Château-Thierry, érigé sur la localité de Château-Thierry (département de l'Aisne, province de Brie)       | -                                        | 1400-1407 1556-1802                               | Duché-pairie en 1400 pour Louis de France (1372-1407). 2e création pour la maison de Bourbon. Le titre passe : en 1566 dans la maison de Valois, en 1627 dans la maison d'Orléans-Dunois, et en 1651 dans la maison de La Tour d'Auvergne de Bouillon. Titre éteint en 1802 avec le 11e duc Jacques-Léopold de La Tour d'Auvergne (1746-1802), duc souverain de Bouillon. |
| Duché de Nemours, érigé sur la localité de Nemours (département de Seine-et-Marne, province du Gâtinais)            | Liste des ducs de Nemours                | 1404                                              | Duché-pairie en 1404 pour le roi Charles III de Navarre (1361-1425), passe : en 1425 dans la maison de Bourbon, en 1462 dans la maison d'Armagnac, en 1507 dans la maison de Grailly-Foix, en 1514 dans la maison de Médicis, en 1524 dans la maison de Savoie, et en 1672 dans la maison d'Orléans. Ayant droit actuel, (31e duc) depuis 2019, Jean d'Orléans (1965). |
| Duché de Valois, érigé sur la localité de Crépy-en-Valois (département de l'Oise, province d'Île-de-France)         | Liste des comtes et ducs de Valois       | 1406                                              | Duché-pairie en 1406 pour Louis de France (1372-1407), passé en 1630 dans la maison de Bourbon puis en 1661 dans la maison d'Orléans. Titre traditionnel du fils aîné du duc de Chartres, mais ayant droit actuel, 18e duc depuis 2019, Jean d'Orléans (1965). |
| Duché d'Alençon, érigé sur la localité d'Alençon (département de l'Orne, province de Basse-Normandie)               | Liste des comtes puis ducs d'Alençon     | 1415-1970                                         | Duché-pairie en 1415 pour Jean Ier d'Alençon (1385-1415), passé en 1584 dans la maison de Bourbon puis en 1844 dans la maison d'Orléans. Titre éteint en 1910 avec Ferdinand d'Orléans (1844-1910). Relevé comme titre de courtoisie de 1910 à 1931 par son fils. |

## Duchés modernes
Sous les Capétiens la puissance territoriale des ducs diminua à mesure que grandit le pouvoir royal, et le titre de duc finit par n'être plus qu'une dignité.
Le système des duchés de l’Ancien Régime est beaucoup plus complexe que celui de l’époque médiévale. La différence fondamentale est que les nouveaux duchés sont généralement beaucoup moins importants que les duchés médiévaux - ils ne constituent pas de vraies principautés. De plus le statut ducal n’est pas attaché de manière définitive aux fiefs érigés en duchés. Les lettres patentes de création contiennent des clauses de succession qui règlent le devenir des duchés. Dans la plupart des cas, la règle choisie est celle de la succession par les mâles : à l’extinction de la descendance masculine du bénéficiaire de l’érection en duché, le duché revient à son « état antérieur » - seigneurie, comté ou autre.
On distinguait les ducs et pairs, qui siégeaient au parlement; les ducs héréditaires, et les ducs à brevet, dont le titre n'était point transmissible.
En outre les nouveaux duchés sont hiérarchisés :
1. les duchés-pairie de France : ils donnent à leur titulaire les privilèges des pairs de France, dont le droit de séance au parlement de Paris. Les lettres patentes de création de ces duchés-pairies doivent être enregistrées au Parlement. Si cette formalité n'est pas accomplie, le duché n’est pas héréditaire. Les ducs et pairs avaient comme possibilité de démissionner de leur pairie en faveur d’un de leurs héritiers qui recevait alors un autre titre ducal, le pair démissionnaire gardant le sien. Ainsi, nombre de titre ducaux sont dédoublés entre le père et le fils.
2. les duchés simples : le titre ducal est héréditaire selon les lettres patentes d’érection, mais le titulaire n’est pas pair et ne peut donc siéger au Parlement. Comme les duchés-pairies, les duchés simples devaient être enregistrés au Parlement. (Chevreuse, Broglie, Polignac...),
3. les ducs à brevets d'honneur : il ne s’agit pas à proprement parler de duchés, mais de titre ducaux accordés par le souverain à des individus - et non sur des fiefs. Ce titre n'est pas héréditaire, il n’y a donc pas à l’enregistrer au Parlement. Les ducs à brevet d’honneur jouissent de tous les privilèges des ducs non pairs. Les brevets d’honneur ont principalement été utilisés au XVIIIe siècle.

Une ordonnance de Charles IX, rendue en 1566, établit que les duchés héréditaires seraient réversibles à la couronne à défaut des mâles.
Certains duchés ont changé de nom pendant leur histoire : le duché de Thouars est par exemple souvent dénommé duché de la Trémoïlle. De plus il n’était pas rare que certains fiefs soient érigés en duchés sous un autre nom. Ainsi le duché de Montmorency fut re-érigé en 1633 sous le nom d’Enghien, qui resta attaché à un lac de la région de Montmorency, lac qui donna son nom à la ville d’Enghien-les-Bains.
Le titre de duc, aboli à la Révolution française, fut rétabli en 1806. Plusieurs ducs furent créés sous l'Empire et sous les gouvernements qui suivirent. Sous l'Ancien Régime, on désigna, à partir du XVIe siècle, sous le titre de Monsieur le Duc, le fils aîné du prince de Condé. On connaît particulièrement dans l'histoire sous ce nom le duc Henri de Bourbon, qui fut ministre en 1723.

### XVIesiècle
- Longueville : duché en 1505 érigé sur la localité de Longueville-sur-Scie (département de la Seine-Maritime, province de Haute-Normandie) pour François II d'Orléans-Dunois (1470-1512). Titre éteint en 1672 avec le 9e duc Charles-Paris d'Orléans-Dunois (1649-1672), aussi duc d'Estouteville et prince souverain de Neuchâtel.
- Angoulême : duché-pairie en 1515 érigé sur la localité d'Angoulême (département de la Charente, province de l'Angoumois) pour Louise de Savoie (1476-1531), passé en 1531 dans la maison de Valois, en 1653 dans la maison de Lorraine-Guise puis en 1710 dans la maison de Bourbon. Titre éteint en 1824 avec le 11e duc, Louis-Antoine d'Artois (1775-1844), qui devient le dernier dauphin de France.
- Vendôme : duché-pairie en 1515 érigé sur la localité de Vendôme (département de Loir-et-Cher, province du Vendômois) pour Charles IV de Bourbon (1489-1537), prince du sang. Titre éteint en 1712 avec le 6e duc Louis-Joseph de Bourbon (1654-1712).
- Châtellerault : duché-pairie en 1515 érigé sur la localité de Châtellerault (département de la Vienne, province du Haut-Poitou) pour le prince François de Bourbon (1492-1515), passé en 1527 à Louise de Savoie, revenu en 1530 dans la maison de Bourbon, passé en 1540 dans la maison de Valois puis en 1548 dans la maison Hamilton, revenu en 1563 dans la maison de Valois puis en 1582 dans la maison de Bourbon et passé en 1730 dans la maison de La Trémoïlle. Rétabli en 1864 pour la maison Hamilton. Titre porté depuis 1979 par le 18e duc, lord James Hamilton, né en 1934, aussi duc d'Abercorn, en Grande-Bretagne.
- Roannais : duché-pairie en 1519 érigé sur la localité de Roanne (département de la Loire, province de Forèz) pour Artus Gouffier (1474-1519), passé en 1667 dans la maison d'Aubusson de La Feuillade. Titre éteint en 1725 avec le 7e duc Louis d'Aubusson de La Feuillade (1673-1725).
- Dunois : duché-pairie en 1525 pour Louis d'Orléans-Dunois (1510-1537). Titre éteint en 1537 avec le 1er duc.
- Chartres : duché en 1528 (duché-pairie en 1626) érigé sur la localité de Chartres (département d'Eure-et-Loir, province du Chartrain), pour Renée de France (1510-1575), passé en 1575 dans la maison d'Este, en 1626 dans la maison de Bourbon puis en 1661 dans la maison d'Orléans (jusqu'en 1830, c'était le titre traditionnel du fils aîné du duc d'Orléans). Titre éteint en 1910 avec Robert d'Orléans (1840-1910). Relevé comme titre de courtoisie depuis 1996 par Charles-Louis d'Orléans, né en 1972.
- Guise : duché-pairie en 1528 érigé sur la localité de Guise (département de l'Aisne, province de Thiérache) pour Claude de Lorraine(1496-1550), passé en 1688 dans la maison de Wittelsbach puis en 1704 dans la maison de Bourbon-Condé. Titre éteint en 1830 avec le 14e duc, Louis-Henri-Joseph de Bourbon-Condé (1756-1830), prince du sang, aussi duc de Bourbon.
- Estouteville : duché en 1534 érigé sur la localité d'Etouteville (département de la Seine-Maritime, province de Haute-Normandie) pour le prince François de Bourbon (1491-1545), passé en 1601 dans la maison d'Orléans-Dunois. Titre éteint en 1672 avec le 6e duc Charles-Paris d'Orléans-Dunois (1649-1672), aussi duc de Longueville et prince souverain de Neuchâtel.
- Étampes : duché en 1537 érigé sur la localité d'Étampes (département de l'Essonne, province de l'Orléanais) pour Jean de Brosse (1505-1565), passé en 1553 à Diane de Poitiers, en 1576 dans la maison de Wittelsbach, en 1579 dans la maison de Lorraine, en 1582 dans la maison de Valois, en 1598 à Gabrielle d'Estrées puis en 1599 dans la maison de Bourbon. Titre éteint en 1712 avec le 9e duc Louis-Joseph de Bourbon (1654-1712), aussi duc de Vendôme.
- Montpensier : duché-pairie en 1539 érigé sur la localité de Montpensier (département du Puy-de-Dôme, province de Basse-Auvergne) pour Louise de Bourbon (1482-1561), princesse du sang, et son fils Louis de Bourbon (1513-1582), prince du sang, passé en 1693 dans la maison d'Orléans. Titre éteint en 1890 avec Antoine d'Orléans (1824-1890). Relevé comme titre de courtoisie de 1891 à 1924 par Ferdinand d'Orléans (1884-1924), puis depuis 1984 par Marie-Thérèse de Wurtemberg, née en 1934, 1re épouse d'Henri d'Orléans (1933-2019).
- Nevers : duché-pairie en 1539 érigé sur la localité de Nevers (département de la Nièvre, province du Nivernais) pour Marie d'Albret (1492-1549) et son fils François de Clèves (1516-1562), passé en 1566 dans la maison de Gonzague, en 1659 au cardinal Mazarin, 1er ministre, puis en 1661 dans la maison Mancini-Mazarin. Titre éteint en 1798 avec le 12e duc Louis-Jules Mancini-Mazarin (1716-1798).
- Beaumont (Beaumont-au-Maine) : duché en 1543 érigé sur la localité de Beaumont-sur-Sarthe, jadis Beaumont-au-Maine (département de la Sarthe, province du Maine) pour Françoise d'Alençon (v.1490-1550), passé en 1550 dans la maison de Bourbon. Titre éteint en 1589 avec le 3e duc, le roi Henri III de Navarre (1553-1610), futur roi Henri IV.
- Chevreuse : duché en 1546 (duché-pairie en 1612) érigé sur la localité de Chevreuse (département des Yvelines, province du Hurepoix)pour Jean de Brosse (1505-1565), passé en 1555 dans la maison de Lorraine-Guise puis en 1663 dans la maison d'Albert. Titre traditionnel du duc héritier de Luynes porté depuis 2010 par le 20e duc François d'Albert, né en 2010.
- Aumale : duché-pairie en 1547 érigé sur la localité d'Aumale (département de la Seine-Maritime, province de Haute-Normandie) pour François de Lorraine-Guise (1519-1563), passé en 1638 dans la maison de Savoie, en 1686 dans la maison de Bourbon puis en 1822 dans la maison d'Orléans. Titre éteint en 1897 avec Henri d'Orléans (1822-1897). Relevé comme titre de courtoisie depuis 1996 par Foulques d'Orléans, né en 1974.
- Albret : duché en 1550 (duché-pairie en 1556) érigé sur la localité de Labrit (département des Landes, province de Gascogne) pour Henri II d'Albret (1503-1555), passé au futur roi Henri IV en 1572 et ré-ériger sur la localité de Nérac (département de Lot-et-Garonne, province de Gascogne) dans la maison de Bourbon puis en 1651 dans la maison de La Tour d'Auvergne de Bouillon. Titre éteint en 1802 avec le 12e duc Jacques-Léopold de La Tour d'Auvergne (1746-1802), duc souverain de Bouillon.
- Montmorency : duché-pairie en 1551 érigé sur la localité de Montmorency (département du Val-d'Oise, province d'Île-de-France) pour le connétable Anne de Montmorency (1493-1567), passé en 1633 dans la maison de Bourbon-Condé, revenu en 1689 et ré-érigé sur la localité de Montmorency-Beaufort (département de l'Aube, province de Basse-Champagne) dans la maison de Montmorency puis passé en 1864 dans la maison de Talleyrand-Périgord. Titre éteint en 1951 avec le 17e duc Louis de Talleyrand-Périgord (1867-1951).
- Beaupréau : Duché érigé en 1562 sur la localité de Beaupréau (province d'Anjou, actuel département de Maine-et-Loire) par Charles IX pour Charles de Bourbon-Montpensier, prince de La Roche-sur-Yon (1515-1565), passé en 1578 dans la maison de Scépeaux. Titre éteint en 1620 avec la 3e duchesse Jeanne de Scépeaux (1588-1620).
- Thouars : duché en 1563 (duché-pairie en 1595) érigé sur la localité de Thouars (département des Deux-Sèvres, province du Haut-Poitou) pour Louis de La Trémoïlle (1521-1577). Titre éteint en 1933 avec le 12e duc Louis-Jean de La Trémoïlle (1910-1933).
- Graville : duché-pairie en 1563 érigé sur la localité de Graville (département de la Seine-Maritime, province de Haute-Normandie) pour le cardinal Charles de Bourbon (1523-1590). Titre éteint en 1590 avec le 1er duc.
- Uzès : duché en 1565 (duché-pairie en 1572) érigé sur la localité d'Uzès (département du Gard, province de l'Uzégeois) pour Antoine de Crussol (1528-1573). Titre porté depuis 2001 par le 17e duc Jacques de Crussol, né en 1957.
- Enghien : duché-pairie en 1566 érigé sur la localité de Nogent-le-Rotrou (département d'Eure-et-Loir, province du Perche) puis transféré en 1689 sur la localité de Montmorency (département du Val-d'Oise, province d'Île-de-France) pour Louis Ier de Bourbon-Condé (1530-1569), prince du sang. Titre éteint en 1804 avec le 7e duc, Louis-Antoine-Henri de Bourbon-Condé (1772-1804), prince du sang.
- Penthièvre : duché-pairie en 1569 érigé sur le pays de Penthièvre (canton de Lamballe, département des Côtes-d'Armor, province de Bretagne) pour Sébastien de Luxembourg (+1569), passé en 1608 dans la maison de Lorraine, en 1669 dans la maison de Bourbon puis en 1814 dans la maison d'Orléans. Titre éteint en 1919 avec le 12e duc, Pierre d'Orléans (1845-1919).
- Évreux : duché-pairie en 1569 érigé sur la localité d'Évreux (département de l'Eure, province de Haute-Normandie) pour le prince François de Valois (1554-1584), héritier du Trône de France. Titre éteint en 1584 avec le 1er duc.
- Mercœur : duché-pairie en 1569 érigé sur la localité de Mercœur (département du Puy-de-Dôme, province de Basse-Auvergne) pour Nicolas de Lorraine (1524-1577), passé en 1649 dans la maison de Bourbon. Titre éteint en 1778 avec le 9e duc, Charles-Philippe de France (1757-1836), comte d'Artois, futur roi Charles X.
- Montargis : duché en 1570 érigé sur la localité de Montargis (département du Loiret, province du Gâtinais) pour Renée de France (1528-1575). Titre éteint en 1575 avec la 1re duchesse.
- Clermont-Tonnerre : duché-pairie en 1571 érigé sur le lieu-dit de Clermont (commune de Chirens, département de l'Isère, province du Dauphiné) puis transféré en 1572 sur la localité de Tonnerre (département de l'Yonne, province de Basse-Champagne) et ré-érigé en 1775 sur la localité de Vauvillers (département de la Haute-Saône, province de Franche-Comté) pour Henri de Clermont-Tonnerre (+1573) puis le maréchal Gaspard de Clermont-Tonnerre (1688-1781). Titre porté depuis 1999 par le 13e duc Aynard de Clermont-Tonnerre, né en 1962.
- Mayenne : duché-pairie en 1573 érigé sur la localité de Mayenne (département de la Mayenne, province du Maine) pour Charles de Lorraine-Guise (1554-1611), passé en 1621 dans la maison de Gonzague, en 1654 au cardinal Mazarin, 1er ministre, puis en 1661 dans la maison de La Porte. Titre éteint en 1738 avec le 10e duc Guy-Paul-Jules de La Porte (1701-1738), aussi duc de Rethel-Mazarin.
- Saint-Fargeau : duché-pairie en 1575 érigé sur la localité de Saint-Fargeau (département de l'Yonne, province du Gâtinais) pour Renée d'Anjou-Mézières (1550-1597) et son époux François de Bourbon (1542-1592), prince du sang. Titre éteint en 1681 avec la 6e duchesse, Anne-Marie-Louise d'Orléans (1627-1693), petite-fille de France, aussi duchesse de Montpensier, dite la « Grande-Mademoiselle ».
- Piney-Luxembourg : duché en 1576 (duché-pairie en 1581) érigé sur la localité de Piney (département de l'Aube, province de Basse-Champagne) pour François de Luxembourg (+1613), passé en 1620 dans la maison d'Albert, en 1661 dans la maison de Clermont-Tonnerre puis en 1661 dans la maison de Montmorency. Titre éteint en 1878 avec le 12e duc Anne-Édouard-Louis-Joseph de Montmorency-Beaumont-Luxembourg (1802-1878), aussi duc de Beaumont, prince de Luxembourg et de Tingry.
- Ventadour : duché en 1578 (duché-pairie en 1589 érigé sur la localité de Moustiers-Ventadour (département de la Corrèze, province du Bas-Limousin) pour Gilbert de Lévis (+1591). Titre éteint en 1717 avec le 5e duc Louis-Charles de Lévis (1647-1717).
- Loudun : duché en 1580 érigé sur la localité de Loudun (département de la Vienne, province du Haut-Poitou) pour Françoise de Rohan (+1591). Titre éteint en 1591 avec la 1re duchesse.
- Joyeuse : duché-pairie en 1581 érigé sur la localité de Joyeuse (département de l'Ardèche, province du Vivarais) pour Anne de Joyeuse (1561-1587), passé en 1647 dans la maison de Lorraine-Guise puis en 1714 dans la Maison de Melun. Titre éteint en 1724 avec le 11e duc Louis de Melun (1694-1724), aussi prince d'Epinoy aux Pays-Bas hispano-autrichiens.
- Épernon : duché-pairie en 1581 érigé sur la localité d'Épernon (département d'Eure-et-Loir, province du Chartrain) pour le maréchal Jean-Louis de Nogaret (1554-1642). Titre éteint en 1661 avec le maréchal, 2e duc Bernard de Nogaret (1592-1661). De 1722 à 1736, le futur 2e duc d'Antin siégea comme pair de France avec le titre de duc d'Épernon.
- Elbeuf : duché-pairie en 1581 érigé sur la localité d'Elbeuf (département de la Seine-Maritime, province de Haute-Normandie) pour Charles de Lorraine-Guise (1566-1605). Titre éteint en 1825 avec le 6e duc Charles-Eugène de Lorraine-Guise (1751-1825), aussi prince de Lambesc.
- Rethel puis Rethel-Mazarin : duché-pairie en 1581 érigé sur la localité de Rethel (département des Ardennes, province du Rethelois) pour Henriette de Clèves (1542-1601) et son époux Louis de Gonzague (1539-1595), passé en 1659 au cardinal Mazarin, 1er ministre, en 1661 dans la maison Mancini-Mazarin, en 1663 dans la maison de La Porte, en 1738 dans la maison de Durfort puis en 1747 dans la maison d'Aumont de Rochebaron. Titre éteint en 1826 avec la 14e duchesse Louise-Félicité d'Aumont de Rochebaron (1759-1826).
- Retz : duché-pairie en 1581 érigé sur le pays de Retz (canton de Machecoul, province du Comté de Nantes en Bretagne) pour le maréchal Albert de Gondi (1522-1602). Titre éteint en 1679 avec le 4e duc Pierre de Gondi (1602-1679). De 1722 à 1734, le futur 4e duc de Villeroy siégea comme pair de France avec le titre de duc de Retz.
- Brienne : duché-pairie en 1587 érigé sur les localités de Brienne-le-Château et de Brienne-la-Vieille (département de l'Aube, province de Basse-Champagne) pour Charles de Luxembourg (1572-1608). Titre éteint en 1608 avec le 1er duc.
- Hallwin : duché-pairie en 1587 érigé sur la localité de Maignelay-Montigny (département de l'Oise, province de Picardie) pour Charles d'Hallwin (1544-1594) et son épouse Anne Chabot (v.1544-1611), passé en 1611 dans la maison de Nogaret puis en 1621 dans la maison de Schomberg. Titre éteint en 1656 avec le maréchal, 6e duc Charles de Schomberg (1601-1656).
- Montbazon : duché-pairie en 1588 érigé sur la localité de Montbazon (département d'Indre-et-Loire, province de Touraine) pour Louis de Rohan (1562-1589). Titre porté depuis 2008 par le 17e duc, le prince Charles Raoul de Rohan, né en 1954, aussi prince de Guémenée et de Rochefort, duc de Bouillon.
- Beaufort : duché-pairie en 1597 érigé sur la localité de Montmorency-Beaufort (département de l'Aube, province de Basse-Champagne) pour Gabrielle d'Estrées (1573-1599), passé en 1598 dans la maison de Bourbon-Vendôme puis en 1688 dans la maison de Montmorency. Titre éteint en 1689 avec le 6e duc Charles-François de Montmorency-Luxembourg (1662-1726), aussi duc de Piney-Luxembourg.
- Croÿ : duché en 1598 (duché-pairie en 1817) érigé sur la localité de Crouy-Saint-Pierre (département de la Somme, province de Picardie) pour Charles de Croÿ (1560-1612). Titre porté depuis 2011 par le 15e duc, le prince Rodolphe de Croÿ, né en 1955, aussi prince de Dülmen en Allemagne et de Solre aux Pays-Bas hispano-autrichiens.
- Biron : duché-pairie en 1598 érigé sur la localité de Biron (département de la Dordogne, province du Périgord) pour le maréchal Charles de Gontaut (1562-1602). Titre éteint en 1793 avec le 8e duc Armand-Louis de Gontaut (1747-1793), aussi duc de Lauzun.
- Aiguillon : duché-pairie en 1599 érigé sur la localité d'Aiguillon (département de Lot-et-Garonne, province d'Agenais) pour Henri de Lorraine-Guise (1578-1621), passé en 1638 dans la maison de Vignerot du Plessis. Titre éteint en 1800 avec le 7e duc Armand-Désiré de Vignerot du Plessis (1761-1800).
- Bournonville : duché en 1600 (duché-pairie en 1652) érigé sur la localité de Bournonville (département du Pas-de-Calais, province du Boulonnais) pour Alexandre Ier de Bournonville (1585-1656). Titre éteint en 1693 avec le 2e duc Ambroise-François de Bournonville (1619-1693).

### XVIIesiècle
- Rohan : duché-pairie en 1603 érigé sur la localité de Rohan (département du Morbihan, province de Bretagne) pour Henri de Rohan (1603-1638), passé en 1648 dans la maison Chabot, d'où la maison de Rohan-Chabot. Titre porté depuis 1966 par le 15e duc Josselin de Rohan-Chabot, né en 1938.
- Sully : duché-pairie en 1606 érigé sur la localité de Sully-sur-Loire (département du Loiret, province de l'Orléanais) pour le ministre Maximilien de Béthune (1560-1641). Titre éteint en 1807 avec le 10e duc Maximilien-Alexandre de Béthune (1784-1807).
- Fronsac : duché-pairie en 1608 érigé sur la localité de Fronsac (département de la Gironde, province de Guyenne) pour François d'Orléans-Dunois (1570-1631), passé en 1634 au cardinal de Richelieu, 1er ministre, en 1642 dans la maison de Maillé, en 1674 dans la maison de Vignerot du Plessis puis en 1822 dans la maison Chapelle de Jumilhac. Titre éteint en 1952 avec le 12e duc Odet-Armand Chapelle de Jumilhac (1875-1952), aussi duc de Richelieu.
- Damville : duché-pairie en 1610 érigé sur la localité de Damville (département de l'Eure, province de Haute-Normandie) pour Charles de Montmorency (1537-1612), passé en 1648 dans la maison de Lévis puis en 1694 dans la maison de Bourbon. Titre éteint en 1719 avec le 4e duc Louis-Alexandre de Bourbon (1678-1737), comte de Toulouse.
- Lesdiguières : duché-pairie en 1611 érigé sur le lieu-dit de Lesdiguières (commune du Glaizil, département des Hautes-Alpes, province du Dauphiné) pour le connétable François de Bonne (1543-1626), passé en 1626 à la maison de Blanchefort, d'où la maison de Bonne de Blanchefort. Titre éteint en 1711 avec le 6e duc Alphonse de Bonne de Blanchefort (1626-1711).
- Brissac : duché-pairie en 1611 érigé sur la localité de Brissac-Quincé (département de Maine-et-Loire, province d'Anjou) pour le maréchal Charles de Cossé (1550-1621). Titre porté depuis 2021 par le 14e duc Charles-André de Cossé.
- Grancey : duché-pairie en 1611 érigé sur la localité de Grancey-le-Château-Neuvelle (département de la Côte-d'Or, province de Basse-Champagne) pour le maréchal Guillaume de Hautemer (1538-1613), aussi seigneur de Fervacques. Titre éteint en 1613 avec le 1er duc.
- Châteauroux : duché-pairie en 1616 érigé sur la localité de Châteauroux (département de l'Indre, province du Bas-Berry) pour le prince Henri II de Bourbon-Condé (1588-1646), passé en 1743 à Marie-Anne de Mailly puis revenu en 1776 à la maison de Bourbon. Titre éteint en 1824 avec le 7e duc, Charles-Philippe de France, comte d'Artois (1757-1836), futur roi Charles X.
- Bellegarde : duché-pairie en 1619 érigé sur la localité de Seurre (département de la Côte-d'Or, province de Bourgogne) puis transféré dans la localité de Bellegarde (département du Loiret, province du Gâtinais) pour Roger de Saint-Lary (1562-1646), passé en 1646 dans la maison de Pardaillan. Titre éteint en 1687 avec le 2e duc Jean-Antoine de Pardaillan (1602-1687).
- Luynes : duché-pairie en 1619 érigé sur la localité de Luynes (département d'Indre-et-Loire, province de Touraine) pour le connétable Charles d'Albert (1577-1621). Titre porté depuis 2008 par le 13e duc Philippe d'Albert, né en 1977.
- La Roche-Guyon : duché-pairie en 1621 érigé sur la localité de La Roche-Guyon (département du Val-d'Oise, province du Vexin) pour François de Silly (1586-1628), passé en 1643 dans la maison du Plessis-Liancourt puis en 1679 dans la maison de La Rochefoucauld. Titre porté depuis 2013 par Guy-Antoine de La Rochefoucauld, 6e duc de La Roche-Guyon, né en 1958.
- Candale : duché-pairie en 1621 érigé symboliquement sur la localité de Kendal (comté de Westmorland, Angleterre) pour Henri de Nogaret (1591-1639), héritier des Foix-Candale. Titre éteint en 1658 avec le 2e duc Louis-Charles de Nogaret (1627-1658).
- Chaulnes : duché-pairie en 1621 érigé sur la localité de Chaulnes (département de la Somme, province de Picardie) pour le maréchal Honoré d'Albert d'Ailly (1581-1649) et éteint en 1698 avec Charles d'Albert d'Ailly (1625-1698), 3e duc de Chaulnes. Titre relevé par le petit-fils de son cousin germain, Louis-Auguste d'Albert d'Ailly, en 1744, en vertu de lettres patentes du 17 octobre 1710, enregistrées le 1er décembre 1710. Après la mort de son petit-fils Louis Joseph d'Albert d'Ailly en 1792, le titre est relevé par le 1er cadet de la branche de Luynes en vertu de lettres patentes de mars 1733 enregistrées les 25 et 27 avril 1733 une 1re fois en 1852 puis une seconde en 1980 après une nouvelle extinction[1]. Titre porté depuis 1980 par Jacques d'Albert de Luynes Dunois, 10e duc de Chaulnes, né en 1946.
- La Rochefoucauld : duché-pairie en 1622 érigé sur la localité de La Rochefoucauld (département de la Charente, province d'Angoumois) pour François de La Rochefoucauld (1588-1650). Titre porté depuis 2011 par le 15e duc François-Alexandre de La Rochefoucauld, né en 1958.
- La Valette : duché-pairie en 1622 érigé sur la localité de Villebois-Lavalette (département de la Charente, province d'Angoumois) pour Bernard de Nogaret (1592-1661), aussi duc d'Épernon. Titre éteint en 1661 avec le 1er duc, qui avait repris le titre à la mort de son fils, le 2e duc Louis-Charles de Nogaret (1627-1658), aussi duc de Candale.
- Pont-de-Vaux : duché en 1623 (Louis XIII) érigé sur la localité de Pont-de-Vaux (département de l'Ain, province de Bresse) pour Charles-Emmanuel de Gorrevod (1569-1625). Famille éteinte en 1681 avec le 2e duc Philippe-Eugène de Gorrevod (+1681). Suivant le Hofkalender (Gotha) de 1917, l'héritage de la maison Gorrevod avec les titres suivants fut acquis par les Bauffremont avec l'inféodation de 1712 (sans doute par la cour de Vienne) : vicomte de Salins, comte de Pont-de-Vaux, duc de Pont de Vaux, marquis de Marnay, prince du Saint Empire.
- Frontenay : duché-pairie en 1626 érigé sur la localité de Frontenay-Rohan-Rohan (département des Deux-Sèvres, province de Saintonge) pour Benjamin de Rohan (1585-1642). Titre éteint en 1684 avec la 2 duchesse Marguerite de Rohan (1617-1684), aussi duchesse de Rohan.
- Villars-Brancas : duché en 1627 (duché-pairie en 1652) érigé sur la localité de Villars (département de Vaucluse, province de Haute-Provence) pour Georges de Brancas (1568-1657).
- Richelieu : duché-pairie en 1631, érigé sur la localité de Richelieu (département d'Indre-et-Loire, province du Saumurois) pour le cardinal Armand-Jean du Plessis (1585-1642), 1er ministre, passé en 1642 dans la maison de Vignerot du Plessis puis en 1822 dans la maison Chapelle de Jumilhac. Titre éteint en 1952 avec le 8e duc Odet-Armand Chapelle de Jumilhac (1875-1952).
- Puylaurens : duché-pairie en 1634 érigé sur la localité d'Aiguillon (département de Lot-et-Garonne, province d'Agenais) pour Antoine de L'Age (1602-1635). Titre éteint en 1635 avec le 1er duc.
- Saint-Simon : duché-pairie en 1635 érigé sur la localité de Saint-Simon (département de l'Aisne, province du Vermandois) pour Claude de Rouvroy (1607-1693). Titre éteint en 1755 avec le 2e duc Louis de Rouvroy (1675-1755).
- La Force : duché-pairie en 1637 érigé sur la localité de La Force (département de la Dordogne, province du Périgord) pour le maréchal Jacques-Nompar de Caumont (1558-1652). Titre porté depuis 1985 par le 14e duc Henri-Jacques de Caumont, né en 1944.
- Cardone : duché-pairie en 1642 érigé sur la localité de Cardona (province de Barcelone, Espagne) pour la maréchal Philippe de La Mothe-Houdancourt (1605-1657). Titre éteint en 1652 avec le 1er duc, qui devint alors duc de Fayel.
- Coligny : duché-pairie en 1643 érigé sur la localité de Châtillon-Coligny (anciennement dénommé Châtillon-sur-loing, département du Loiret, province du Gâtinais) puis en 1648 sur la localité de Coligny (département de l'Ain, province de Bresse) pour le maréchal Gaspard de Coligny (1584-1646). Titre éteint en 1657 avec le 3e duc Henri-Gaspard de Coligny (1649-1657).
- Gramont : duché en 1643 (duché-pairie en 1648) érigé sur le lieu-dit de Gramont (commune de Bergouey-Viellenave, département des Pyrénées-Atlantiques, province (royaume) de Basse-Navarre) pour Antoine de Gramont (1572-1644). Titre porté depuis 2014 par le 15e duc Antoine de Gramont, né en 2008.
- Vitry : duché en 1644 (duché-pairie en 1650) érigé sur la localité de Châteauvillain (département de la Haute-Marne, province de Basse-Champagne) pour le maréchal Nicolas de L'Hospital (v.1581-1644). Titre éteint en 1679 avec le 2e duc François-Marie de L'Hospital (1618-1679).
- Châtillon (Châtillon-sur-Loing) : duché-pairie en 1646 érigé sur la localité de Châtillon-Coligny (département du Loiret, province du Gâtinais) pour Gaspard de Coligny (1620-1649), passé en 1696 dans la maison de Montmorency. Titre éteint en 1861 avec le 7e duc Charles-Emmanuel de Montmorency (1774-1861), aussi duc de Piney-Luxembourg.
- Estrées : duché-pairie en 1648 érigé sur la localité de Cœuvres (département de l'Aisne, province du Soissonnais) pour le maréchal François-Annibal d'Estrées (1573-1670), passé en 1763 dans la maison Le Tellier. Titre éteint en 1771 avec le maréchal, 6e duc Louis Charles César Le Tellier (1695-1771).
- duc de Tresmes (en) : duché-pairie en 1648 érigé sur le lieu-dit de Gesvres-le-Duc (commune de Crouy-sur-Ourcq, département de Seine-et-Marne, province de Brie) pour René Potier (1579-1670). Titre éteint en 1670 avec le 2e duc Léon Potier (1620-1704), qui devint alors duc de Gesvres.
- Noirmoutiers : duché-pairie en 1650 érigé sur l'île de Noirmoutier (département de la Vendée, province du Bas-Poitou) puis transféré en 1657 sur la localité de Montmirail (département de la Marne, province de Brie), et ré-érigé en 1707 sur la localité de Royan (département de la Charente-Maritime, province de Saintonge) pour Louis (1612-1666) puis son fils Antoine-François de La Trémoïlle (1652-1733). Titre éteint en 1733 avec le 2e duc.
- Lavedan : duché-pairie en 1650 érigé sur le pays de Lavedan (canton de Lourdes, province de Bigorre) pour Philippe de Montaut (1579-1654). Titre éteint en 1660 avec le maréchal, dit de Navailles, 2e duc Philippe de Montaut (1619-1684), qui devint alors duc de Montaut.
- Mortemart : duché-pairie en 1650 érigé sur la localité de Mortemart (département de la Haute-Vienne, province de Basse-Marche) pour Gabriel de Rochechouart (1600-1675). Titre porté depuis 1992 par le 17e duc Charles-Emmanuel de Rochechouart, né en 1967.
- Arpajon : duché-pairie en 1650 érigé sur la localité de Sévérac-le-Château (département de l'Aveyron, province de Rouergue) pour Louis d'Arpajon (1590-1679). Titre éteint en 1679 avec le 1er.
- Villemor : duché-pairie en 1650 érigé sur la localité de Villemaur-sur-Vanne (département de l'Aube, province de Basse-Champagne) pour le chancelier Pierre Séguier (1588-1672). Titre éteint en 1663 avec le 1er duc, qui renonça à ce titre et demanda que sa dignité ducale soit transféré à son petit-fils le Duc de Coislin.
- Rosnay : duché-pairie en 1651 sur la localité de Rosnay-L'Hôpital (département de l'Aube, province de Basse-Champagne) pour le maréchal François de L'Hospital (1583-1660). Titre éteint en 1660 avec le 1er duc.
- La Vieuville : duché-pairie en 1651 érigé sur la localité de Nogent-l'Artaud (département de l'Aisne, province de Brie) pour le ministre Charles de La Vieuville (1582-1653). Titre éteint en 1689 avec le 2e duc Charles de La Vieuville (1616-1689).
- Villeroy : duché-pairie en 1651 érigé sur le lieu-dit de Villeroy (commune de Mennecy, département de l'Essonne, province d'Île-de-France) pour le maréchal Nicolas de Neufville (1598-1685). Titre éteint en 1794 avec le 5e duc Gabriel-Louis de Neufville (1731-1794).
- Créquy : duché-pairie en 1652 érigé sur la localité de Poix-de-Picardie (département de la Somme, province de Picardie) pour le maréchal Charles de Bonne de Blanchefort (1623-1687). Titre éteint en 1687 avec le 1er duc.
- Orval : duché-pairie en 1652 érigé sur la localité de Nogent-le-Rotrou (département d'Eure-et-Loir, province de Perche) pour François de Béthune (1599-1678). Titre éteint en 1678 avec le 1er duc.
- Roquelaure : duché-pairie en 1652 érigé sur la localité de Roquelaure (département du Gers, province d'Armagnac) pour Gaston-Jean-Baptiste de Roquelaure (1614-1683). Titre éteint en 1738 avec le maréchal, 2e duc Antoine-Gaston de Roquelaure (1656-1738).
- Verneuil : duché-pairie en 1652 érigé sur la localité de Verneuil-en-Halatte (département de l'Oise, province d'Île-de-France) pour Henri de Bourbon (1601-1682). Titre éteint en 1682 avec le 1er duc.
- Fayel : duché-pairie en 1653 érigé sur la localité du Fayel (département de l'Oise, province du Beauvaisis) pour la maréchal Philippe de La Mothe-Houdancourt (1605-1657). Titre éteint en 1657 avec le 1er duc.
- La Guiche : duché-pairie en 1653 érigé sur la localité de La Guiche (département de Saône-et-Loire, province du Charollais) pour Louis-Emmanuel de Valois (1596-1653), aussi duc d'Angoulême, passé en 1653 dans la maison de Lorraine-Guise. Titre éteint en 1654 avec le 2e duc Louis de Lorraine-Guise (1622-1654), aussi duc de Joyeuse.
- Coulommiers : duché-pairie en 1654 érigé sur la localité de Coulommiers (département de Seine-et-Marne, province de Brie) pour Henri II d'Orléans-Dunois (1595-1663), aussi duc de Longueville et prince souverain de Neuchâtel. Titre éteint en 1663 avec le 1er duc.
- Montaut : duché-pairie en 1660 érigé sur la localité de Villebois-Lavalette (département de la Charente, province d'Angoumois) pour le maréchal, dit de Navailles, Philippe de Montaut (1619-1684). Titre éteint en 1684 avec le 1er duc.
- Randan : duché-pairie en 1661 érigé sur la localité de Randan (département du Puy-de-Dôme, province de Basse-Auvergne) pour Marie-Catherine de La Rochefoucauld (1588-1677), passé en 1662 dans la maison de Foix et éteint en 1714 puis rétabli en 1733 pour le maréchal, 4e duc Guy-Michel de Durfort (1704-1773), aussi duc de Lorge. Titre éteint en 1773 avec le 4e duc.
- Carignan : duché en 1662 érigé sur la localité de Carignan (département des Ardennes, province du Luxembourg français) pour Eugène-Maurice de Savoie (1635-1673), aussi comte de Soissons. Titre éteint en 1734 avec le 4e duc Eugène-Jean de Savoie (1714-1734), aussi comte de Soissons.
- La Meilleraye : duché-pairie en 1663 érigé sur le lieu-dit de La Meilleraye (commune de Beaulieu-sous-Parthenay, département des Deux-Sèvres, province du Haut-Poitou) pour le maréchal Charles de La Porte (1602-1664). Titre éteint en 1738 avec le 4e duc Guy-Paul-Jules de La Porte (1701-1738), aussi duc de Rethel-Mazarin.
- Saint-Aignan : duché-pairie en 1663 érigé sur la localité de Saint-Aignan (département de Loir-et-Cher, province du Bas-Berry) pour François Honorat de Beauvilliers (1607-1687). Titre éteint en 1828 avec le 6e duc Charles-Paul-François de Beauvilliers (1746-1828), aussi duc de Buzançais, en Espagne.
- Noailles : duché-pairie en 1663 érigé sur la localité d'Ayen (département de la Corrèze, province du Bas-Limousin) pour Anne de Noailles (1615-1678). Titre porté depuis 2009 par le 10e duc Hélie de Noailles, né en 1943.
- Coislin : duché-pairie en 1663 érigé sur la localité de Coislin (à Campbon, département de la Loire-Atlantique, province de Bretagne) pour la Armand du Cambout (1635-1702). Titre éteint en 1732 avec le 3e duc Henri-Charles du Cambout (1664-1732), aussi évêque-prince de Metz.
- Montausier : duché-pairie en 1664 érigé sur la localité de Montausier (département de la Charente, province d'Angoumois) pour Charles de Sainte-Maure (1610-1690). Titre éteint en 1690 avec le 1er duc.
- Choiseul : duché-pairie en 1665 érigé sur les localités de Polisot, de Polisy et de Buxeuil (département de l'Aube, province de Bourgogne), refondé en 1758 sur la localité de Stainville (département de la Meuse, province du Barrois) puis transféré en 1764 sur la localité d'Amboise (département d'Indre-et-Loire, province de Touraine), à nouveau recréé en 1787 sur les localités de Pesmes, de Broye-Aubigney, de Sauvigney-lès-Pesmes, de Bard-lès-Pesmes et de Chaumercenne (département de la Haute-Saône, province de Franche-Comté) pour le maréchal César (1598-1675) puis le ministre Étienne-François de Choiseul (1719-1785). Titre éteint en 1838 avec le 5e duc Claude-Gabriel de Choiseul (1760-1838).
- Aumont : duché-pairie en 1665 érigé sur la localité d'Isle-Aumont (département de l'Aube, province de Basse-Champagne) pour le maréchal Antoine d'Aumont de Rochebaron (1601-1669). Titre éteint en 1888 avec le 10e duc Louis-Joseph d'Aumont de Rochebaron (1809-1888), aussi duc de Villequier.
- La Ferté-Senneterre (Saint-Nectaire) : duché-pairie en 1665 érigé sur la localité de La Ferté-Saint-Aubin (département du Loiret, province de l'Orléanais) pour le maréchal Henri de Senneterre (1600-1681). Titre éteint en 1703 avec le 2e duc Henri-François de Senneterre (1657-1703).
- La Vallière : duché-pairie en 1667 érigé sur les localités de Château-la-Vallière, de Vaujours et de Courcelles-de-Touraine (département d'Indre-et-Loire, province de Touraine) pour Louise-Françoise de La Baume Le Blanc (1644-1710), passé en 1675 dans la maison de Bourbon-Conti puis revenu en 1723 dans la maison de La Baume Le Blanc. Titre éteint en 1780 avec le 5e duc Louis-César de La Baume Le Blanc (1708-1780).
- Duras ; duché-pairie en 1668 érigé sur la localité de Duras (département de Lot-et-Garonne, province d'Agenais) pour le maréchal Jacques Henri de Durfort (1625-1704). Titre éteint en 1838 avec le 7e duc Amédée-Bretagne-Malo de Durfort (1771-1838).
- Vivonne : duché en 1668 érigé sur la localité de Vivonne (département de la Vienne, province du Haut-Poitou) pour le maréchal Louis-Vicor de Rochechouart (1636-1688), aussi duc de Mortemart. Titre éteint en 1688 avec le 1er duc.
- Gesvres : duché-pairie en 1670 érigé sur le lieu-dit de Gesvres-le-Duc (commune de Crouy-sur-Ourcq, département de Seine-et-Marne, province de Brie) pour Léon Potier (1620-1704). Titre éteint en 1794 avec le 5e duc Louis-Joachim Potier (1733-1794).
- Charost : duché-pairie en 1672 érigé sur la localité de Chârost (département du Cher, province du Haut-Berry) pour Louis de Béthune (1605-1681). Titre éteint en 1800 avec le 5e duc Armand-Joseph de Béthune (1738-1800).
- Maine : duché en 1673 pour Louis-Auguste de Bourbon (1670-1736), aussi duc d'Aumale et prince souverain des Dombes. Titre éteint en 1736 avec le 1er duc.
- Saint-Cloud : duché-pairie en 1674 érigé sur la localité de Saint-Cloud (département des Hauts-de-Seine, province d'Île-de-France) pour les archevêques de Paris. Titre éteint en 1801 avec le 6e duc, l'archevêque de Paris Antoine-Léon Le Clerc de Juigné (1728-1811).
- Le Lude : duché-pairie en 1675 érigé sur la localité du Lude (département de la Sarthe, province d'Anjou) pour Henri de Daillon (1623-1685). Titre éteint en 1685 avec le 1er duc.
- Fontanges : duché en 1679 pour Marie-Angélique de Scoraille (1661-1681). Titre éteint en 1681 avec la 1re duchesse.
- Aubigny : duché-pairie en 1684 érigé sur la localité d'Aubigny-sur-Nère (département du Cher, province du Haut-Berry) pour Louise-Renée de Penancoët de Keroualle (1649-1734), passé en 1694 dans la maison Lennox. Titre porté depuis 1989 par le 10e duc Lord Charles Gordon-Lennox, 10e duc de Richmond, né en 1929.
- Humières : duché en 1690 érigé sur la localité d'Humières (département du Pas-de-Calais, province d'Artois) pour le maréchal Louis de Crevant (1628-1694), passé en 1694 dans la maison d'Aumont de Rochebaron. Titre éteint en 1751 avec le 2e duc Louis-François d'Aumont de Rochebaron (1671-1751).
- Quintin puis « Lorge » : duché en 1691 (duché-pairie en 1817) érigé sur la localité de Quintin (département des Côtes-d'Armor, province de Bretagne) puis transféré en 1706 sur la localité de Lorge (département de Loir-et-Cher, province du Blésois) pour le maréchal Guy-Aldonce II de Durfort (1630-1702). Titre porté depuis 1996 par le 12e duc Jacques Henri de Durfort, né en 1928.
- Lauzun : duché en 1692 érigé sur la localité de Lauzun (département de Lot-et-Garonne, province d'Agenais) pour Antonin-Nompar de Caumont (1633-1723), éteint avec lui puis rétabli en 1766 pour la maison de Gontaut. Titre éteint en 1793 avec le 2e duc Armand-Louis de Gontaut (1747-1793), aussi duc de Biron.
- Boufflers : duché en 1695 (duché-pairie en 1708) érigé sur les localités de Bonnières, de Milly-sur-Thérain, de Crillon, de Haucourt et de Lhéraule (département de l'Oise, province du Beauvaisis) pour le maréchal Louis-François de Boufflers (1644-1711). Titre éteint en 1751 avec le 3e duc Charles-Joseph de Boufflers (1731-1751).
- Harcourt : duché en 1700 (duché-pairie en 1709) érigé sur la localité de Thury-Harcourt (département du Calvados, province de Basse-Normandie) pour le maréchal Henri d'Harcourt (1654-1718). Titre porté depuis 1997 par le 12e duc François-Henri d'Harcourt, né en 1928.

### XVIIIesiècle
- Châteauvillain : duché-pairie en 1703 érigé sur la localité de Châteauvillain (département de la Haute-Marne, province de Basse-Champagne) pour Louis-Alexandre de Bourbon (1678-1737), aussi comte de Toulouse. Titre éteint en 1821 avec la 3e duchesse Louise-Marie-Adélaïde de Bourbon-Penthièvre (1753-1821).
- Villars : duché en 1705, puis duché-pairie en 1709, érigé sur les localités de Vaux-le-Vicomte, de Melun et de Maincy (département de Seine-et-Marne, province de Brie (cf. Chevaliers de Saint-Louis : Villars, p. 116) pour le maréchal Claude Louis Hector de Villars (1653-1734), aussi prince de Martigues[réf. nécessaire]. Titre éteint en 1770 avec le 2e duc Honoré-Armand de Villars (1702-1770), aussi prince de Martigues.
- Fitz-James : duché-pairie en 1710 érigé sur la localité de Fitz-James (département de l'Oise, province du Beauvaisis) pour le maréchal Jacques Stuart-Fitz-James (1670-1734), aussi duc de Berwick, en Angleterre. Titre éteint en 1967 avec le 10e duc Jacques Fitz-James (1886-1967).
- Antin : duché-pairie en 1711 érigé sur la localité d'Antin (département des Hautes-Pyrénées, province de Bigorre) pour Louis-Antoine de Pardaillan (1665-1736). Titre éteint en 1757 avec le 3e duc Louis de Pardaillan (1727-1757).
- Rambouillet : duché-pairie en 1711 érigé sur la localité de Rambouillet (département des Yvelines, province du Hurepoix) pour Louis-Alexandre de Bourbon (1678-1737), aussi comte de Toulouse. Titre éteint en 1783 avec le 2e duc Louis-Jean-Marie de Bourbon (1725-1793), aussi duc de Penthièvre.
- Hostun : duché en 1712 (duché-pairie en 1715) érigé sur la localité d'Hostun (département de la Drôme, province du Valentinois) pour le maréchal Camille d'Hostun (1652-1728), aussi comte de Tallart. Titre éteint en 1755 avec le 2e duc Marie-Joseph d'Hostun (1684-1755) qui avait repris le titre à la mort de son fils, le 3e duc Louis-Charles d'Hostun (1716-1739).
- Rohan-Rohan : duché-pairie en 1714 érigé sur la localité de Frontenay-Rohan-Rohan (département des Deux-Sèvres, province de Saintonge) pour Hercule-Mériadec de Rohan (1669-1749), aussi prince de Soubise. Titre éteint en 1787 avec le maréchal, 2e duc Charles de Rohan (1715-1787), aussi prince de Soubise.
- Lévis : duché-pairie en 1723 érigé sur la localité de Lurcy-Lévis (département de l'Allier, province du Bourbonnais) puis ré-érigé en 1784 sur la localité d'Avesne-le-Comte (département du Pas-de-Calais, province d'Artois) pour Charles-Eugène (1669-1734) puis le maréchal François-Gaston de Lévis (1720-1787). Titre éteint en 1863 avec le 4e duc Gaston-François de Lévis (1794-1863).
- Alincourt : duché en 1729 érigé sur la localité d'Alaincourt (département de la Haute-Saône, province de Franche-Comté) pour François-Camille de Neufville (1699-1732). Titre éteint en 1732 avec le 1er duc.
- Lauragais : duché en 1731 sur le pays de Lauraguais (canton de Castelnaudary, département de l'Aude, province du Languedoc) pour Louis de Brancas (1714-1794).
- Anville : duché en 1732 érigé sur la localité d'Anville (département de la Charente, province d'Angoumois) pour Jean-Baptiste de La Rochefoucauld (1707-1746). Titre éteint en 1792 avec le 2e duc Louis-Alexandre de La Rochefoucauld (1743-1792), aussi duc de La Rochefoucauld et de La Roche-Guyon.
- Châtillon (-sur-Sèvre) : duché-pairie en 1736 érigé sur la localité de Mauléon (département des Deux-Sèvres, province du Bas-Poitou) pour Alexis de Châtillon (1690-1754). Titre éteint en 1762 avec le 2e duc Louis-Gaucher de Châtillon (1737-1762).
- Fleury : duché-pairie en 1736 érigé sur la localité de Fleury (département de l'Aude, province du Langhuedoc) pour Jean-Hercule de Rosset (1683-1748). Titre éteint en 1815 avec le 4e duc André-Joseph de Rosset (1761-1815).
- Boutteville : duché en 1736 érigé sur la localité de Bouteville (département de la Charente, province d'Angoumois) pour Paul-Sigismond de Montmorency (1697-1785). Titre éteint en 1785 avec le 1er duc.
- Estissac : duché en 1737 érigé sur la localité d'Estissac (département de l'Aube, province de Basse-Champagne) pour Armand-François de La Rochefoucauld (1695-1783). Titre porté depuis 2008 par le 9e duc Pierre-Louis de La Rochefoucauld, né en 1947.
- Ayen : duché en 1737 érigé sur la localité de Noailles (département de la Corrèze, province du Bas-Limousin) pour le maréchal Anne-Jules de Noailles (1650-1708). Titre traditionnel du duc héritier de Noailles porté depuis 2009 par le 8e duc Emmanuel de Noailles, né en 1983.
- Lesparre : duché en 1739 érigé sur la localité de Lesparre-Médoc (département de la Gironde, province de Guyenne) pour Antoine-Antonin de Gramont (1722-1801), aussi duc de Gramont, qui laissa ce titre à son fils. Titre porté depuis 1982 par 7e duc Aimery de Gramont, né en 1953.
- Gisors : duché en 1742 (duché-pairie en 1748) érigé sur la localité de Gisors (département de l'Eure, province du Vexin) puis transféré en 1759 sur le lieu-dit de Bizy (commune de Vernon, département de l'Eure, province de Haute-Normandie) pour le maréchal Charles-Louis Fouquet (1684-1761), aussi marquis de Belle-Isle, passé en 1762 dans la maison de Bourbon-Penthièvre. Titre éteint en 1821 avec la 4e duchesse Louise-Marie-Adélaïde de Bourbon-Penthièvre (1753-1821).
- Broglie : duché en 1742 (duché-pairie en 1817) érigé sur la localité de Broglie (département de l'Eure, province de Haute-Normandie) pour le maréchal François-Marie de Broglie (1671-1745). Titre porté depuis 2012 par le 9e duc, le prince Philippe de Broglie, né en 1960.
- Coigny : duché en 1747 (duché-pairie en 1787) érigé sur la localité de Coigny (département de la Manche, province du Cotentin) pour François de Franquetot (1670-1759). Titre éteint en 1865 avec le 3e duc Augustin-Gustave de Franquetot (1788-1865).
- Taillebourg : duché-pairie en 1749 érigé sur la localité de Taillebourg (département de la Charente-Maritime, province de Saintonge) pour Louis-Stanislas La Trémoïlle (1734-1749). Titre éteint en 1749 avec le 1er duc.
- Mirepoix : duché en 1751 érigé sur la localité de Mirepoix (département de l'Ariège, province du Comté de Foix) pour le maréchal Gaston-Pierre de Lévis (1699-1757). Titre éteint en 1757 avec le 1er duc.
- Rochechouart : duché en 1753 pour Jean-Victor de Rochechouart (1712-1771), aussi duc de Mortemart. Titre éteint en 1771 avec le 1er duc.
- Choiseul : duché en août 1758 puis pairie en décembre 1758 pour Étienne-François décédé sans postérité
- Gontaut : duché en 1758 érigé sur la localité de Gontaut-de-Nogaret (département de Lot-et-Garonne, province d'Agenais) pour Charles-Antoine de Gontaut-Biron (1708-1798), éteint avec lui puis rétabli en 1826 dans la maison de Montaut pour l'épouse d'un Gontaut-Biron. Titre éteint en 1862 avec la 2e duchesse Joséphine de Montaut (1772-1862).
- Laval : duché en 1758 (duché-pairie en 1817) érigé sur la localité de Magnac-Laval (département de la Haute-Vienne, province de la Basse-Marche) pour le maréchal Guy-André de Montmorency-Laval (1723-1798). Titre éteint en 1851 avec le 4e duc Eugène-Alexandre de Montmorency-Laval (1773-1851).
- La Vauguyon : duché-pairie en 1758 érigé sur les localités de Tonneins, de Saint-Pierre, de Calonges, de Lagruère, de Villeton et de Grateloup (département de Lot-et-Garonne, province d'Agenais) pour Paul-Jacques de Quelen de Stuer de Caussade (1706-1772), aussi duc de Saint-Maigrin. Titre éteint en 1837 avec le 3e duc Paul-Yves de Quelen de Stuer de Caussade (1777-1837).
- Villequier : duché à brevet en 1759 ; duché-pairie en 1774, alors érigé sur la localité de Villequier-Aumont (Genlis) (département de l'Aisne, province du Vermandois) pour Louis-Alexandre d'Aumont de Rochebaron (1736-1814), aussi duc d'Aumont. Titre éteint en 1888 avec le 4e (ou 5e) duc Louis-Joseph d'Aumont de Rochebaron (1809-1888), aussi duc d'Aumont. À noter que Louis-Alexandre d'Aumont de Rochebaron (1691-1723), futur duc d'Aumont, siégea de 1722 à 1723 comme pair de France avec ce titre.
- Picquigny : duché en 1762 érigé sur la localité de Picquigny (département de la Somme, province de Picardie) pour Joseph-Louis d'Albert (1741-1792), aussi duc de Chaulnes. Titre éteint en 1792 avec le 3e (ou 1er duc). Titre relevé comme titre de courtoisie d'attente pour le fils aîné du duc de Chaulnes dans la maison d'Albert de Luynes. À noter que Charles-François (1707-1731) puis Michel-Ferdinand d'Albert (1714-1769), ce dernier futur duc de Chaulnes, siègèrent comme pairs de France, le 1er de 1729 à 1731 puis le second de 1731 à 1744 avec ce titre.
- Praslin : duché-pairie en 1762 érigé sur les localités de Neuil et de Montgoger (département d'Indre-et-Loire, province de Touraine) puis transféré en 1764 sur les localités de Vaux-le-Vicomte, de Melun et de Maincy (département de Seine-et-Marne, province de Brie) pour le ministre César-Gabriel de Choiseul (1712-1785). Titre porté depuis 2002 par le 10e duc Raynald de Choiseul, né en 1945.
- Beaumont (Beaumont-en-Gâtinais) : duché en 1765 (duché-pairie en 1814) érigé sur la localité de Beaumont-du-Gâtinais (département de Seine-et-Marne, province du Gâtinais) pour Charles-François-Christian de Montmorency-Luxembourg (1713-1787), aussi prince de Tingry. Titre éteint en 1878 avec le 3e duc Anne-Édouard-Louis-Joseph de Montmorency-Beaumont-Luxembourg (1802-1878), aussi duc de Piney-Luxembourg et grand-fils du précédent.
- Liancourt : duché en 1765 érigé sur la localité de Liancourt-Fosse (département de la Somme, province de Picardie) pour François-Alexandre de La Rochefoucauld (1765-1827), aussi duc d'Estissac et de La Rochefoucauld. Titre traditionnel du duc héritier de La Rochefoucauld porté depuis 2011 par le 10e duc François de La Rochefoucauld, né en 1988.
- Saint-Maigrin : duché en 1767 érigé sur la localité de Saint-Maigrin (département de la Charente-Maritime, province de Saintonge) pour Paul-François de Quelen de Stuer de Caussade (1746-1828), aussi duc de La Vauguyon. Titre éteint en 1828 avec le 1er duc.
- La Vrillière : duché en 1770 érigé sur la localité de Châteauneuf-sur-Loire (département du Loiret, province de l'Orléanais) pour le ministre Louis Phélypeaux (1705-1777), aussi comte de Saint-Florentin. Titre éteint en 1777 avec le 1er duc.
- La Tour d'Auvergne : duché en 1772 pour Nicolas-François (1720-1791) et son fils Godefroy-Maurice de La Tour d'Auvergne (1770-1849). Titre éteint en 1849 avec le 2e duc. À noter que le fils du 2e duc, Maurice de La Tour d'Auvergne (1809-1896), dernier du nom, ne porta pas le titre de duc, auquel il ne pouvait pas prétendre, mais celui de prince.
- Croÿ-Wailly : duché en 1773 (duché-pairie en 1817) érigé sur le lieu-dit de Wailly (commune de Conty, département de la Somme, province de Picardie) pour Joseph-Maximilien de Croÿ d'Havré (1744-1839), duc d'Havré, aux Pays hispano-autrichiens, devenus Belgique. Titre éteint en 1839 avec le 1er duc.
- Civrac : duché en 1774 érigé sur la localité de Civrac-de-Dordogne (département de la Gironde, province de Guyenne) pour Jacques Aimeric Joseph de Durfort, marquis de Civrac. Titre éteint en 1787 avec le 1er duc puis rétabli en 1815 pour Guy-Eméric de Durfort, 6e duc de Lorge. Titre éteint en 1837 avec le 2e duc, aussi duc de Lorge.
- Chabot : duché en 1775 pour Louis de Rohan-Chabot (1733-1807), aussi duc de Rohan. Titre éteint en 1807 avec le 1er duc.
- Guînes : brevet en 1776 pour Adrien-Louis de Bonnières (1735-1806). Titre éteint en 1806 avec le 1er duc.
- Le Châtelet : duché en 1777 pour Louis-Florent du Châtelet (1727-1793). Titre éteint en 1793 avec le 1er duc.
- Brunoy : duché-pairie en 1777 érigé sur la localité de Brunoy (département de l'Essonne, province de Brie) pour Louis-Stanislas-Xavier de France (1755-1824), aussi comte de Provence, futur roi Louis XVIII et sa femme la princesse Marie-Josèphe de Savoie (1753-1810). Titre éteint en 1810 avec la duchesse.
- Louvois : duché-pairie en 1777 érigé sur la localité de Louvois (département de la Marne, province de Haute-Champagne) pour Sophie de France (1734-1782) et Adélaïde de France (1732-1800), filles de France. Titre éteint en 1800 avec la 2e duchesse.
- Mailly : duché en 1777 pour Louis de Mailly. Titre éteint en 1794 avec le 1er duc.
- Guiche : duché en 1780 érigé sur la localité de Guiche (département des Pyrénées-Atlantiques, province du Labourd) pour Antoine-Louis de Gramont (1755-1836). Titre éteint en 1836 avec le 3e (ou 1er duc. À noter qu'Antoine (1672-1721) puis Antoine-Armand (1688-1741), futurs ducs de Gramont, siégèrent tous deux comme pairs de France, le 1er de 1695 à 1720 puis le 2e de 1720 à 1725 avec ce titre.
- Narbonne-Lara : duché en 1780 pour Jean-François de Narbonne (1718-1806). Titre éteint en 1834 avec le 2e duc Philippe-Louis de Narbonne (1750-1834).
- Polignac : duché en 1780 (duché-pairie en 1817) érigé sur la localité de Polignac (département de la Haute-Loire, province de Velay) pour François-Armand de Polignac (1745-1817). Titre porté depuis 1999 par le 8e duc, le prince Armand-Charles de Polignac, né en 1946.
- Piennes : duché en 1781 érigé sur la localité de Piennes-Onvillers (département de la Somme, province de Picardie) pour Louis-Guy d'Aumont de Rochebaron (1732-1799), aussi duc d'Aumont. Titre éteint en 1799 avec le 1er.
- Caylus : duché d'origine espagnole (voir Espagne : Duché de Caylus) et reconnu en France en 1783 (duché-pairie en 1817, érigé sur la localité de Caylus (département de Tarn-et-Garonne, province du Bas-Quercy) pour Joseph-Louis Robert de Lignerac (1764-1823). Titre éteint en France en 1905 avec le 4e (ou 2e) duc Joseph-François Robert de Lignerac (1820-1905).
- Beuvron : duché en 1784 érigé sur la localité de Beuvron-en-Auge (département du Calvados, province de Basse-Normandie) pour Anne-François d'Harcourt (1727-1797). Titre éteint en 1797 avec le 1er duc.
- Castries : brevet en 1784 (duché-pairie en 1817) pour Armand-Charles de La Croix (1756-1842). Titre éteint en 1886 avec le 3e duc Edmond-Charles de La Croix (1838-1886).
- Cossé : duché en 1784 érigé sur la localité de Cossé-en-Champagne (département de la Mayenne, province du Maine) pour Hyacinthe de Cossé-Brissac (1746-1813). Titre éteint en 1813 avec le 3e (ou 1er) duc. À noter que Louis-Joseph (1733-1759) puis Louis-Hercule (1734-1792), ce dernier futur duc de Brissac, siégèrent comme pairs de France, le 1er de 1756 à 1759 puis le 2e de 1760 à 1784 avec ce titre.
- Maillé : duché en 1784 (duché-pairie en 1817) pour Charles-René de Maillé de La Tour-Landry (1732-1791). Titre porté depuis 1995 par le 7e duc Geoffroy de Maillé de La Tour-Landry, né en 1972.
- Agenois : duché en 1785 pour Armand-Désiré de Vignerot du Plessis (1761-1800), aussi duc d'Aiguillon. Titre éteint en 1800 avec le 2e (ou 1er) duc. À noter qu'Emmanuel-Armand de Vignerot du Plessis (1720-1788), futur duc d'Aiguillon, siégea comme pair de France de 1740 à 1750 avec ce titre.
- Stainville : duché en 1786 érigé sur la localité de Stainville (département de la Meuse, province du Barrois) pour le maréchal Jacques-Philippe de Choiseul (1727-1789). Titre éteint en 1789 avec le 1er duc.
- Tavannes : duché en 1786 (duché-pairie en 1817) pour Charles François Casimir de Saulx (1739-1792). Titre devenu en 1814 Duc de Saulx-Tavannes. Titre éteint en 1845 avec le 3e duc Roger-Gaspard de Saulx (1806-1845).
- Bauffremont : duché en 1787 (duché-pairie en 1817) érigé sur la localité de Baufremont (département des Vosges, province de Lorraine) pour Alexandre de Bauffremont (1773-1833), aussi prince (Saint Empire 1762 de Listenois et de Marnay (dép. Haute Saône) pour Louis (1712-69) et ses frères Charles-Roger (1713-1795) et Joseph (1714-1781) de BAUFFREMONT, le père de Alexandre. Titre porté depuis 1945 par le 8e duc Jacques de Bauffremont, né en 1922, aussi prince de Marnay..
- Amboise : duché-pairie en 1787 érigé sur la localité d'Amboise (département d'Indre-et-Loire, province de Touraine) pour Louis-Jean-Marie de Bourbon (1725-1793), aussi duc de Penthièvre. Titre éteint en 1821 avec la 2e duchesse Louise-Marie-Adélaïde de Bourbon-Penthièvre (1753-1821).
- Esclignac : duché en 1787 érigé sur le lieu-dit Esclignac (commune de Montfort, département du Gers, province de Gascogne) pour Henri-Charles de Preissac (1753-1827). Titre éteint en 1873 avec le 2e duc Charles-Philippe de Preissac (1790-1873).

### XIXesiècle
Comme les privilèges, les titres nobiliaires seront abolis à la Révolution, puis rétablis du Premier Empire au Second Empire.

## Duchés créés par des Souverains français
On peut noter que sur les 218 titres créés (141 sous l’Ancien Régime, 33 sous le Premier Empire, 33 sous la Restauration, 7 sous la monarchie de Juillet, 4 sous le second Empire), il n’en demeure qu’une quarantaine aujourd’hui, les autres s’étant éteints faute de transmission.
| Nom                   | Date | Souverain      | Pairie | Maison                       | Historique                                                                                                 | Extinction |
| --------------------- | ---- | -------------- | ------ | ---------------------------- | --- | ---------- |
| Abrantès              | 1808 | Napoléon Ier   |        | Junot                        | Création pour Jean-Andoche Junot Transmis en 1869 à la famille Le Ray.                                     | 1982       |
| Aiguillon             | 1599 | Henri IV       | 1599   | Lorraine-Guise               | Création pour Henri de Lorraine-Guise                                                                      | 1632       |
| Aiguillon             | 1638 | Louis XIII     | 1638   | Vignerot du Plessis          | Création pour Marie-Madeleine de Vignerot du Plessis                                                       | 1800       |
| Albret                | 1550 | Henri II       | 1556   | Albret                       | Création pour Henri d'Albret                                                                               | 1802       |
| Albufera              | 1813 | Napoléon Ier   |        | Suchet                       | Création pour le maréchal Louis-Gabriel Suchet                                                             |            |
| Alincourt             | 1729 | Louis XV       |        | Neufville                    | Création pour François-Camille de Neufville                                                                | 1732       |
| Amboise               | 1764 | Louis XV       | 1764   | Choiseul                     | Création pour Étienne-François de Choiseul                                                                 | 1785       |
| Amboise               | 1787 | Louis XVI      | 1787   | Bourbon-Penthièvre           | Création pour Louis-Jean-Marie de Bourbon-Penthièvre                                                       | 1821       |
| Antin                 | 1711 | Louis XIV      | 1711   | Pardaillan                   | Création pour Louis-Antoine de Pardaillan                                                                  | 1757       |
| Angoulême             | 1515 | François Ier   | 1515   | Valois-Angoulême             | Création pour Louise de Savoie                                                                             | 1696       |
| Anville               | 1732 | Louis XV       |        | La Rochefoucauld             | Création (par brevet) pour Jean-Baptiste de La Rochefoucauld                                               | 1746       |
| Arenberg              | 1827 | Charles X      |        | Aremberg                     | Création pour Pierre d'Alcantara-Charles-Marie d'Arenberg                                                  |            |
| Arpajon               | 1650 | Louis XIV      | 1650   | Arpajon                      | Création pour Louis d'Arpajon                                                                              | 1679       |
| Aubigny               | 1684 | Louis XIV      | 1687   | Penancoët de Keroual         | Création pour Louise Renée de Penancoët de Keroual                                                         |            |
| Audiffret-Pasquier    | 1862 | Napoléon III   |        | Audiffret-Pasquier           | Création pour Gaston d'Audiffret-Pasquier à la suite d'un héritage                                         |            |
| Auerstaedt            | 1808 | Napoléon Ier   |        | Davout                       | Création pour le maréchal Louis-Nicolas Davout                                                             |            |
| Aumale                | 1547 | François Ier   | 1547   | Lorraine-Guise               | Création pour Claude de Lorraine                                                                           | 1897       |
| Aumont                | 1665 | Louis XIV      | 1665   | Aumont                       | Création pour le maréchal Antoine d'Aumont de Rochebaron                                                   | 1888       |
| Avaray                | 1799 | Louis XVIII    |        | Bésiade                      | Création pour Antoine Louis François de Bésiade                                                            | 1811       |
| Avaray                | 1817 | Louis XVIII    | 1817   | Bésiade                      | Reversion du Duché d'Avaray créé en 1799 au profit de Claude Antoine de Bésiade                            | 1941       |
| Ayen                  | 1737 | Louis XV       |        | Noailles                     | Création pour le maréchal Anne-Jules de Noailles                                                           |            |
| Bassano               | 1809 | Napoléon Ier   |        | Maret                        | Création pour Hugues-Bernard Maret                                                                         | 1906       |
| Bausset               | 1817 | Louis XVIII    | 1817   | Bausset-Roquefort            | Création pour le cardinal Louis-François de Bausset-Roquefort                                              | 1824       |
| Bayane                | 1817 | Louis XVIII    | 1817   | Latier                       | Création pour le cardinal Alphonse-Hubert de Latier                                                        | 1818       |
| Beauffremont          | 1787 | Louis XVI      | 1817   | Beauffremont                 | Création pour Alexandre de Bauffremont                                                                     |            |
| Beaufort              | 1597 | Henri IV       | 1597   | Bourbon-Vendôme              | Création pour Gabrielle d'Estrées                                                                          | 1689       |
| Beaumont              | 1543 | François Ier   |        | Valois-Alençon               | Création pour Françoise de Valois-Alençon                                                                  | 1589       |
| Beaumont              | 1765 | Louis XV       | 1814   | Montmorency                  | Création pour Charles-François-Christian de Montmorency-Luxembourg                                         | 1878       |
| Beaupréau             | 1562 | Charles IX     |        | Bourbon-Montpensier          | Création pour Charles de Bourbon-Montpensier                                                               | 1620       |
| Bellegarde            | 1619 | Louis XIII     | 1619   | Saint Lary                   | Création pour Roger de Saint Lary                                                                          | 1687       |
| Bellune               | 1808 | Napoléon Ier   |        | Perrin                       | Création pour le maréchal Claude-Victor Perrin                                                             | 1917       |
| Berghes               | 1829 | Charles X      | 1829   | Berghes Saint Winock         | Création pour Charles-Alphonse de Berghes-Saint-Winock                                                     | 1907       |
| Béthune-Hesdigneul    | 1818 | Louis XVIII    | 1818   | Béthune                      | Création pour Eugène François Léon de Béthune d'Hesdigneul                                                 | 1823       |
| Beuvron               | 1784 | Louis XVI      |        | Harcourt                     | Création pour Anne-François d'Harcourt                                                                     | 1797       |
| Blacas                | 1821 | Louis XVIII    | 1824   | Blacas d’Aulps               | Création pour Pierre Louis Jean Casimir de Blacas d'Aulps                                                  |            |
| Bordeaux              | 1820 | Louis XVIII    |        | Artois                       | Création pour Henri d'Artois                                                                               | 1883       |
| Boufflers             | 1695 | Louis XIV      | 1708   | Boufflers                    | Création pour Louis François de Boufflers                                                                  | 1751       |
| Boutteville           | 1736 | Louis XV       |        | Montmorency                  | Création pour Charles-Paul-Sigismond de Montmorency-Luxembourg                                             | 1785       |
| Brissac               | 1611 | Louis XIII     | 1620   | Cossé-Brissac                | Création pour Charles II de Cossé                                                                          |            |
| Broglie               | 1742 | Louis XV       |        | Broglie                      | Création pour le maréchal François-Marie de Broglie                                                        |            |
| Brunoy                | 1777 | Louis XVI      | 1777   | Bourbon                      | Création pour Louis-Stanislas-Xavier de France                                                             | 1810       |
| Caderousse            | 1827 | Charles X      |        | Ancezune                     | Reconnaissance d’un titre du Comtat-Venaissin passé des Ancezune aux Gramont au XVIIIe siècle              | 1865       |
| Cadore                | 1809 | Napoléon Ier   |        | Nompère de Champagny         | Création pour Jean-Baptiste de Nompère de Champagny                                                        | 1893       |
| Cambacérès            | 1808 | Napoléon Ier   |        | Cambacérès                   | Création pour Jean-Jacques-Régis de Cambacérès                                                             | 1881       |
| Caraman               | 1828 | Charles X      | 1830   | Riquet                       | Création pour Louis Charles Victor de Riquet de Caraman                                                    |            |
| Carignan              | 1662 | Louis XIV      |        | Savoie                       | Création pour Eugène-Maurice de Savoie                                                                     | 1734       |
| Les Cars              | 1816 | Louis XVIII    | 1825   | Pérusse des Cars             | Création pour Jean-François de Pérusse des Cars                                                            |            |
| Castiglione           | 1808 | Napoléon Ier   |        | Augereau                     | Création pour le maréchal Charles Pierre François Augereau                                                 | 1816       |
| Castries              | 1784 | Louis XVI      | 1817   | La Croix de Castries         | Création (par brevet) pour Charles de La Croix de Castries                                                 | 1886       |
| Céreste               | 1830 | Charles X      | 1830   | Brancas                      | |            |
| Chabot                | 1775 | Louis XVI      |        | Rohan-Chabot                 | Création pour Louis-Antoine de Rohan-Chabot                                                                | 1807       |
| Charost               | 1672 | Louis XIV      | 1672   | Béthune                      | Création pour Louis de Béthune                                                                             | 1800       |
| Chartres              | 1528 | François Ier   | 1626   | Valois-Orléans               | Création pour Renée de France                                                                              | 1910       |
| Châteauvillain        | 1703 | Louis XIV      | 1703   | Bourbon-Penthièvre           | Création pour Louis-Alexandre de Bourbon                                                                   | 1821       |
| Châtillon             | 1646 | Louis XIV      | 1646   | Coligny                      | Transfert du duché de Coligny pour Gaspard de Coligny                                                      | 1861       |
| Châtillon             | 1736 | Louis XV       | 1736   | Châtillon                    | Création pour Alexis de Châtillon, à Mauléon                                                               | 1762       |
| Chaulnes              | 1621 | Louis XIII     | 1621   | Albert                       | Création pour le maréchal Honoré d'Albert                                                                  |            |
| Chevreuse             | 1546 | François Ier   |        | Brosse                       | Création pour Jean de Brosse                                                                               | 1564       |
| Choiseul              | 1665 | Louis XIV      | 1665   | Choiseul                     | Création pour César de Choiseul                                                                            | 1705       |
| Choiseul              | 1787 | Louis XVI      | 1787   | Choiseul                     | Création pour Claude-Antoine-Gabriel de Choiseul – cf. Duché de Marmier                                    | 1838       |
| Choiseul-Praslin      | 1762 | Louis XV       | 1762   | Choiseul                     | Création pour César-Gabriel de Choiseul                                                                    |            |
| Choiseul-Stainville   | 1758 | Louis XV       | 1758   | Choiseul                     | Création pour Étienne-François de Choiseul                                                                 | 1785       |
| Choiseul-Stainville   | 1786 | Louis XVI      |        | Choiseul                     | Création (par brevet) pour le maréchal Jacques-Philippe de Choiseul                                        | 1789       |
| Civrac                | 1774 | Louis XVI      |        | Durfort                      | Création pour Aimeric-Joseph de Durfort-Civrac                                                             | 1787       |
| Civrac                | 1815 | Louis XVIII    |        | Durfort                      | Création (par brevet) pour Guy Émeric Anne de Durfort-Civrac                                               | 1837       |
| Clermont-Tonnerre     | 1775 | Louis XVI      | 1775   | Clermont-Tonnerre            | Création pour Gaspard de Clermont-Tonnerre                                                                 |            |
| Coigny                | 1747 | Louis XV       | 1787   | Franquetot                   | Création pour François de Franquetot                                                                       | 1865       |
| Coislin               | 1663 | Louis XIV      | 1663   | Camboust                     | Transfert du duché de Villemor pour Armand du Cambout                                                      | 1732       |
| Coligny               | 1643 | Louis XIII     | 1643   | Coligny                      | Création pour le maréchal Gaspard de Coligny – cf. Duché de Châtillon                                      | 1646       |
| Coligny               | 1648 | Louis XIV      | 1648   | Coligny                      | Création pour Gaspard de Coligny                                                                           | 1657       |
| Conegliano            | 1808 | Napoléon Ier   |        | Moncey                       | Création pour Bon-Adrien Jeannot de Moncey. Transmis en 1842 à la famille Duchesne de Gillevoisin          | 1901       |
| Cossé                 | 1784 | Louis XVI      |        | Cossé-Brissac                | Création pour Hyacinthe de Cossé-Brissac                                                                   | 1813       |
| Coulommiers           | 1654 | Louis XIV      | 1654   | Orléans-Longueville          | Création pour Henri II d'Orléans-Longueville                                                               | 1663       |
| Créquy                | 1652 | Louis XIV      | 1652   | Blanchefort-Créquy           | Création pour Charles de Blanchefort                                                                       | 1687       |
| Crillon               | 1817 | Louis XVIII    | 1817   | Berton des Balbes de Crillon | Reconnaissance d’un titre du Comtat-Venaissin pour François Félix Dorothée de Berton des Balbes de Crillon | 1870       |
| Croÿ-Wailly           | 1773 | Louis XV       | 1817   | Croÿ                         | Création pour Joseph-Anne-Maximilien de Croÿ d'Havré                                                       | 1839       |
| Crussol               | 1830 | Louis-Philippe |        | Crussol                      | Création pour le fils aîné du duc d'Uzès qui avait refusé de prêter serment au roi                         | 1837       |
| Dalberg               | 1810 | Napoléon Ier   |        | Dalberg                      | Création pour Emmerich Joseph von Dalberg                                                                  | 1833       |
| Dalmatie              | 1808 | Napoléon Ier   |        | Soult                        | Création pour le Jean-de-Dieu Soult                                                                        | 1857       |
| Damas d’Antigny       | 1827 | Charles X      |        | Damas d’Antigny              | Création pour Charles César de Damas                                                                       | 1829       |
| Damas Crux            | 1816 | Louis XVIII    | 1817   | Damas Crux                   | Création pour Étienne-Charles de Damas-Crux                                                                | 1846       |
| Dantzig               | 1807 | Napoléon Ier   |        | Lefebvre                     | Création pour le maréchal François Joseph Lefebvre                                                         | 1820       |
| Decazes               | 1820 | Louis XVIII    | 1822   | Decazes                      | Création pour Élie Decazes                                                                                 |            |
| Decrès                | 1813 | Napoléon Ier   |        | Decrès                       | Création pour l'amiral Denis Decrès                                                                        | 1820       |
| Doudeauville          | 1817 | Louis XVIII    | 1817   | La Rochefoucauld             | Reconnaissance d’un titre espagnol pour Ambroise-Polycarpe de La Rochefoucauld                             |            |
| Dunois                | 1525 | François Ier   | 1525   | Orléans-Longueville          | Création pour Louis d'Orléans-Longueville                                                                  | 1536       |
| Duras                 | 1668 | Louis XIV      | 1668   | Durfort                      | Création pour le maréchal Jacques Henri de Durfort                                                         | 1838       |
| Elchingen             | 1808 | Napoléon Ier   |        | Ney                          | Création pour le maréchal Michel Ney                                                                       | 1969       |
| Épernon               | 1581 | Henri III      | 1581   | Nogaret de La Valette        | Création pour Jean-Louis de Nogaret de La Valette                                                          | 1661       |
| Esclignac             | 1787 | Louis XVI      |        | Preissac                     | Création pour Henri-Charles de Preissac                                                                    | 1873       |
| Estouteville          | 1534 | François Ier   |        | Orléans-Longueville          | Création pour Adrienne d'Estouteville                                                                      | 1707       |
| Estissac              | 1840 | Louis-Philippe |        | La Rochefoucauld             | Création pour Alexandre Jules de La Rochefoucauld                                                          |            |
| Estrées               | 1648 | Louis XIV      | 1648   | Estrées                      | Création pour le maréchal François-Annibal d'Estrées                                                       | 1771       |
| Étampes               | 1537 | François Ier   |        | Brosse                       | Création pour Jean de Brosse                                                                               | 1712       |
| Fayel                 | 1653 | Louis XIV      | 1653   | La Mothe-Houdancourt         | Création pour le maréchal Philippe de La Mothe-Houdancourt                                                 | 1657       |
| Feltre                | 1809 | Napoléon Ier   |        | Clarke                       | Création pour le maréchal Henri-Jacques-Guillaume Clarke                                                   | 1852       |
| Feltre                | 1864 | Napoléon III   |        | Goyon                        | Reprise du titre au profit Charles-Marie-Michel de Goyon                                                   | 2021       |
| Fezensac              | 1821 | Louis XVIII    | 1821   | Montesquiou                  | Création pour François-Xavier-Marc-Antoine de Montesquiou-Fézensac                                         | 1913       |
| Fitz-James            | 1710 | Louis XIV      | 1710   | Stuart-Fitz-James            | Création pour le maréchal Jacques Stuart-Fitz-James                                                        | 1967       |
| Fimarcon              | 1819 | Louis XVIII    |        | Preissac                     | Création pour Henri Thomas Charles de Preissac d'Esclignac                                                 | 1853       |
| Fleury                | 1736 | Louis XV       | 1736   | Rosset                       | Création pour Jean-Hercule de Rosset                                                                       | 1815       |
| Fontanges             | 1680 | Louis XIV      |        | Scoraille                    | Création pour Marie Angélique de Scoraille de Roussille                                                    | 1681       |
| Frioul                | 1808 | Napoléon Ier   |        | Duroc                        | Création pour Gérard Christophe Michel Duroc                                                               | 1829       |
| Fronsac               | 1608 | Henri IV       | 1608   | Orléans-Longueville          | Création pour Léonor d'Orléans-Longueville                                                                 | 1631       |
| Fronsac               | 1634 | Louis XIII     | 1634   | Richelieu                    | Création pour Armand Jean du Plessis de Richelieu                                                          | 1822       |
| Gadagne               | 1861 | Napoléon III   |        | Galléan                      | Reconnaissance d'un titre du Comtat-Venaissin                                                              | 1925       |
| Gaëte                 | 1809 | Napoléon Ier   |        | Gaudin                       | Création pour Martin Michel Charles Gaudin                                                                 | 1841       |
| Gesvres               | 1670 | Louis XIV      | 1670   | Potier                       | Transfert du duché de Tresmes pour Léon Potier                                                             | 1794       |
| Gisors                | 1742 | Louis XV       | 1748   | Fouquet                      | Création pour le maréchal Charles-Louis de Belle-Isle                                                      | 1821       |
| Gontaut               | 1758 | Louis XV       |        | Gontaut-Biron                | Création pour Charles-Antoine de Gontaut-Biron                                                             | 1798       |
| Gontaut               | 1826 | Charles X      |        | Montaut                      | Rétablissement du duché de Gontaut pour Marie Joséphine Louise de Montaut                                  | 1862       |
| Guastalla             | 1805 | Napoléon Ier   |        | Borghèse                     | Création pour Camille Borghèse                                                                             | 1832       |
| Gramont               | 1643 | Louis XIV      |        | Gramont                      | Création pour Antoine II de Gramont                                                                        |            |
| Grancey               | 1611 | Louis XIII     | 1611   | Hautemer                     | Création pour le maréchal Guillaume de Hautemer                                                            | 1613       |
| Guiche                | 1780 | Louis XVI      |        | Gramont                      | Création pour Antoine-Louis de Gramont                                                                     | 1836       |
| Guînes                | 1776 | Louis XVI      |        | Bonnières                    | Création (par brevet) pour Adrien-Louis de Bonnières                                                       | 1806       |
| Guise                 | 1528 | François Ier   | 1528   | Lorraine-Guise               | Création pour Claude de Lorraine                                                                           | 1830       |
| Hallwin               | 1587 | Henri III      | 1587   | Hallwin                      | Création pour Charles d'Hallwin                                                                            | 1656       |
| Harcourt              | 1700 | Louis XIV      | 1709   | Harcourt                     | Création pour Henry d’Harcourt                                                                             |            |
| Hostun                | 1712 | Louis XIV      | 1715   | Hostun                       | Création pour le maréchal Camille d'Hostun                                                                 | 1755       |
| Humières              | 1690 | Louis XIV      |        | Crevant                      | Création pour le maréchal Louis de Crevant                                                                 | 1751       |
| Isly                  | 1844 | Louis-Philippe |        | Bugeaud                      | Création pour le maréchal Thomas Robert Bugeaud                                                            | 1868       |
| Isoard                | 1829 | Charles X      | 1829   | Isoard                       | Création pour le cardinal Joachim-Jean-Xavier d'Isoard                                                     | 1839       |
| Istrie                | 1809 | Napoléon Ier   |        | Bessières                    | Création pour le maréchal Jean-Baptiste Bessières                                                          | 1856       |
| Joyeuse               | 1581 | Henri III      | 1581   | Joyeuse                      | Création pour Anne de Joyeuse                                                                              | 1724       |
| La Châtre             | 1815 | Louis XVIII    | 1817   | La Châtre                    | Création pour Claude-Louis de La Châtre                                                                    | 1824       |
| La Farre              | 1822 | Louis XVIII    | 1822   | La Fare                      | Création pour le cardinal Anne Louis Henri de La Fare                                                      | 1829       |
| La Ferté Senneterre   | 1665 | Louis XIV      | 1665   | Senneterre                   | Création pour le maréchal Henri de La Ferté-Senneterre                                                     | 1703       |
| La Force              | 1637 | Louis XIII     | 1637   | Caumont                      | Création pour Jacques Nompar de Caumont                                                                    |            |
| La Guiche             | 1653 | Louis XIV      | 1653   | Valois-Angoulême             | Création pour Louis-Emmanuel de Valois-Angoulême                                                           | 1654       |
| La Luzerne            | 1817 | Louis XVIII    | 1817   | La Luzerne                   | Création pour le cardinal César-Guillaume de La Luzerne                                                    | 1821       |
| La Meilleraye         | 1663 | Louis XIV      | 1663   | La Porte                     | Création pour le maréchal Charles de La Porte                                                              | 1738       |
| La Mothe-Houdancourt  | 1838 | Louis-Philippe |        | Walsh-Serrant                | Titre espagnol reconnu en France au profit d'Olivier-Louis de Walsh-Serrant                                | 1842       |
| La Rochefoucaud       | 1622 | Louis XIII     | 1622   | La Rochefoucauld             | Création pour François V de La Rochefoucauld                                                               |            |
| La Roche-Guyon        | 1822 | Louis XVIII    |        | La Rochefoucauld             | Création pour Alfred de La Rochefoucauld                                                                   |            |
| Latil                 | 1826 | Charles X      | 1826   | Latil                        | Création pour le cardinal Jean-Baptiste de Latil                                                           | 1839       |
| La Tour d'Auvergne    | 1772 | Louis XV       |        | La Tour d'Auvergne           | Création pour Nicolas-François de La Tour d'Auvergne                                                       | 1849       |
| Lauragais             | 1731 | Louis XV       |        | Brancas                      | Création pour Louis de Brancas                                                                             | 1852       |
| Lauzun                | 1692 | Louis XIV      |        | Caumont                      | Création pour Antonin Nompar de Caumont                                                                    | 1723       |
| Lauzun                | 1766 | Louis XV       |        | Gontaut                      | Création pour Armand-Louis de Gontaut Biron                                                                | 1793       |
| Laval                 | 1758 | Louis XV       | 1817   | Montmorency                  | Création pour le maréchal Guy-André-Pierre de Montmorency-Laval                                            | 1851       |
| La Valette            | 1622 | Louis XIII     | 1622   | Nogaret de La Valette        | Création pour Bernard de Nogaret de La Valette                                                             | 1661       |
| La Vallière           | 1667 | Louis XIV      | 1667   | La Baume Le Blanc            | Création pour Françoise-Louise de La Baume Le Blanc                                                        | 1780       |
| La Vauguyon           | 1758 | Louis XV       | 1758   | Quélen                       | Création pour Antoine de Quélen de Stuer de Caussade                                                       | 1837       |
| Lavedan               | 1650 | Louis XIV      | 1650   | Montaut                      | Création pour Philippe de Montaut – cf. Duché de Montaut                                                   | 1660       |
| La Vieuville          | 1651 | Louis XIV      | 1651   | La Vieuville                 | Création pour Charles de La Vieuville                                                                      | 1689       |
| La Vrillière          | 1770 | Louis XV       |        | Phélypeaux                   | Création pour Louis Phélypeaux                                                                             | 1777       |
| Lesdiguières          | 1611 | Louis XIII     | 1611   | Bonne                        | Création pour le connétable François de Bonne                                                              | 1711       |
| Lesparre              | 1739 | Louis XV       |        | Gramont                      | Création pour Antoine de Gramont                                                                           |            |
| Lévis                 | 1723 | Louis XV       | 1723   | Lévis                        | Création pour Charles-Eugène de Lévis                                                                      | 1734       |
| Lévis                 | 1784 | Louis XVI      |        | Lévis                        | Création pour le maréchal François-Gaston de Lévis                                                         | 1863       |
| Liancourt             | 1765 | Louis XV       |        | La Rochefoucauld             | Création pour François XII de La Rochefoucauld                                                             |            |
| Ligny                 | 1815 | Napoléon Ier   |        | Girard                       | Création pour le Général Jean-Baptiste Girard                                                              | 1815       |
| Longueville           | 1505 | Louis XII      |        | Orléans-Longueville          | Création pour François II d'Orléans-Longueville                                                            | 1672       |
| Lorge                 | 1706 | Louis XIV      | 1817   | Durfort                      | Transfert du duché de Quintin pour Guy Nicolas de Durfort                                                  |            |
| Louvois               | 1777 | Louis XVI      | 1777   | Bourbon                      | Création pour Sophie de France                                                                             | 1800       |
| Lude                  | 1675 | Louis XIV      | 1675   | Daillon                      | Création pour Henry de Daillon                                                                             | 1685       |
| Luynes                | 1619 | Louis XIII     | 1619   | Albert                       | Création pour Charles d'Albert                                                                             |            |
| Malakoff              | 1856 | Napoléon III   |        | Pélissier                    | Création pour le maréchal Aimable Pélissier                                                                | 1864       |
| Magenta               | 1859 | Napoléon III   |        | Mac-Mahon                    | Création pour le maréchal Patrice de Mac-Mahon                                                             |            |
| Maillé                | 1784 | Louis XVI      |        | Maillé                       | Création pour Charles René de Maillé de La Tour-Landry                                                     |            |
| Maine                 | 1673 | Louis XIV      |        | Bourbon                      | Création pour Louis-Auguste de Bourbon                                                                     | 1736       |
| Marmier               | 1839 | Louis-Philippe |        | Marmier                      | Transfert du duché de Choiseul pour Philippe-Gabriel de Marmier                                            | 1947       |
| Massa                 | 1809 | Napoléon Ier   |        | Régnier                      | Création pour Claude Ambroise Régnier                                                                      | 1962       |
| Montausier            | 1664 | Louis XIV      | 1664   | Sainte Maure                 | Création pour Charles de Sainte Maure                                                                      | 1690       |
| Mayenne               | 1573 | Charles IX     | 1573   | Lorraine-Guise               | Création pour Charles de Lorraine-Guise                                                                    | 1738       |
| Mirepoix              | 1751 | Louis XV       |        | Lévis                        | Création pour le maréchal Gaston Pierre de Lévis-Mirepoix                                                  | 1757       |
| Montaut               | 1660 | Louis XIV      | 1660   | Montaut                      | Transfert du duché de Lavedan pour le maréchal Philippe de Montaut                                         | 1684       |
| Montbazon             | 1588 | Henri III      | 1588   | Rohan                        | Création pour Louis VII de Rohan Guémené                                                                   |            |
| Montebello            | 1808 | Napoléon Ier   |        | Lannes                       | Création pour le maréchal Jean Lannes                                                                      |            |
| Montmorency Laval     | 1822 | Louis XVIII    | 1824   | Montmorency                  | Création pour Mathieu Jean Félicité de Montmorency-Laval                                                   | 1826       |
| Montpensier           | 1539 | François Ier   | 1539   | Bourbon                      | Création pour Louise de Bourbon-Montpensier                                                                | 1890       |
| Montmorot             | 1847 | Louis-Philippe |        | Munoz                        | Création pour Agustín Fernando Muñoz y Sánchez                                                             | 1863       |
| Morny                 | 1862 | Napoléon III   |        | Morny                        | Création pour Charles de Morny                                                                             | 1943       |
| Mortemart             | 1650 | Louis XIV      | 1663   | Rochechouart de Mortemart    | Création pour Gabriel de Rochechouart de Mortemart                                                         |            |
| Mouchy                | 1817 | Louis XVIII    | 1817   | Noailles                     | Reconnaissance d’un titre espagnol pour Philippe Louis Marc Antoine de Noailles                            |            |
| Narbonne Lara         | 1780 | Louis XVI      |        | Narbonne Lara                | Création pour Jean-François de Narbonne                                                                    | 1834       |
| Narbonne Pelet        | 1816 | Louis XVIII    | 1817   | Narbonne Pelet               | Création pour Raymond de Narbonne Pelet                                                                    | 1901       |
| Navarre               | 1810 | Napoléon Ier   |        | Tascher                      | Création pour l'impératrice Joséphine                                                                      | 1858       |
| Nevers                | 1539 | François Ier   | 1539   | Albret                       | Création pour Marie d'Albret                                                                               | 1798       |
| Noailles              | 1663 | Louis XIV      | 1663   | Noailles                     | Création pour Anne de Noailles                                                                             |            |
| Noirmoutier           | 1650 | Louis XIV      | 1650   | La Trémoïlle                 | Création pour Louis de La Trémoïlle                                                                        | 1733       |
| Orval                 | 1652 | Louis XIV      | 1652   | Béthune                      | Création pour François de Béthune                                                                          | 1678       |
| Otrante               | 1809 | Napoléon Ier   |        | Fouché                       | Création pour Joseph Fouché                                                                                |            |
| Padoue                | 1808 | Napoléon Ier   |        | Arrighi de Casanova          | Création pour Jean-Thomas Arrighi de Casanova                                                              | 1889       |
| Parme                 | 1808 | Napoléon Ier   |        | Cambacérès                   | Création pour Jean-Jacques-Régis de Cambacérès                                                             | 1808       |
| Pasquier              | 1844 | Louis-Philippe |        | Pasquier                     | cf. Duché d'Audiffret-Pasquier                                                                             | 1862       |
| Périgord              | 1816 | Louis XVIII    | 1817   | Talleyrand-Périgord          | Création pour Hélie-Charles de Talleyrand-Périgord                                                         | 1883       |
| Persigny              | 1863 | Napoléon III   |        | Persigny                     | Création pour Victor de Persigny                                                                           | 1885       |
| Picquigny             | 1762 | Louis XV       |        | Albert                       | Création pour Joseph-Louis d'Albert                                                                        | 1792       |
| Piennes               | 1781 | Louis XVI      |        | Aumont                       | Création pour Louis-Guy d'Aumont de Rochebaron                                                             | 1799       |
| Plaisance             | 1808 | Napoléon Ier   |        | Lebrun                       | Création pour Charles-François Lebrun                                                                      | 1926       |
| Poix                  | 1817 | Louis XVIII    |        | Noailles                     | Création pour Philippe Louis Marc Antoine de Noailles                                                      |            |
| Polignac              | 1780 | Louis XVI      |        | Polignac                     | Création pour Armand Jules François de Polignac                                                            |            |
| Puylaurens            | 1634 | Louis XIII     | 1634   | L'Age                        | Transfert du duché d'Aiguillon pour Antoine de L'Age                                                       | 1635       |
| Quintin               | 1691 | Louis XIV      |        | Durfort                      | Création pour Guy-Aldonce II de Durfort – cf. Duché de Lorge                                               | 1706       |
| Raguse                | 1808 | Napoléon Ier   |        | Viesse de Marmont            | Création pour le maréchal Auguste Frédéric Louis Viesse de Marmont                                         | 1852       |
| Rambouillet           | 1711 | Louis XIV      | 1711   | Bourbon-Penthièvre           | Création pour Louis-Alexandre de Bourbon                                                                   | 1783       |
| Randan                | 1661 | Louis XIV      | 1661   | La Rochefoucauld             | Création pour Marie-Catherine de La Rochefoucauld                                                          | 1773       |
| Rauzan Duras          | 1819 | Louis XVIII    |        | Chastellux                   | Création pour Henri-Louis de Chastellux                                                                    |            |
| Reggio                | 1809 | Napoléon Ier   |        | Oudinot                      | Création pour le maréchal Nicolas Charles Oudinot                                                          | 1956       |
| Rethel                | 1581 | Henri III      | 1581   | Gonzague                     | Création pour Henriette de Clèves et son époux Louis de Gonzague                                           | 1826       |
| Richelieu             | 1629 | Louis XIII     | 1629   | Richelieu                    | Création pour Armand Jean du Plessis de Richelieu                                                          | 1952       |
| Rivière               | 1825 | Charles X      | 1825   | Riffardeau                   | Création pour Charles François Riffardeau de Rivière                                                       | 1890       |
| Rivoli                | 1807 | Napoléon Ier   |        | Masséna                      | Création pour le maréchal André Masséna                                                                    |            |
| Roannais              | 1519 | François Ier   | 1519   | Gouffier                     | Création pour Artus Gouffier de Boisy                                                                      | 1725       |
| Rochechouart          | 1753 | Louis XV       |        | Rochechouart de Mortemart    | Création (par brevet) pour Jean-Victor de Rochechouart de Mortemart                                        | 1771       |
| Rohan                 | 1603 | Henri IV       | 1603   | Rohan                        | Création pour Henri de Rohan                                                                               |            |
| Rohan-Rohan           | 1714 | Louis XIV      | 1714   | Rohan                        | Création pour Hercule-Mériadec de Rohan                                                                    | 1787       |
| Roquelaure            | 1652 | Louis XIV      | 1652   | Roquelaure                   | Création pour Gaston-Jean-Baptiste de Roquelaure                                                           | 1738       |
| Rosnay                | 1651 | Louis XIV      | 1651   | L'Hospital                   | Création pour le maréchal François de L'Hospital                                                           | 1660       |
| Rovigo                | 1808 | Napoléon Ier   |        | Savary                       | Création pour Anne Jean Marie René Savary                                                                  | 1872       |
| Sabran                | 1817 | Louis XVIII    | 1825   | Sabran                       | Création pour Elzéar Louis Zozime de Sabran                                                                |            |
| Saint Aignan          | 1663 | Louis XIV      | 1663   | Beauvillier                  | Création pour François Honorat de Beauvilliers                                                             | 1828       |
| Saint Cloud           | 1674 | Louis XIV      | 1674   |                              | Création pour les archevêques de Paris                                                                     | 1801       |
| Saint Leu             | 1814 | Louis XVIII    |        | Beauharnais                  | Création pour Hortense de Beauharnais                                                                      | 1837       |
| Saint Maigrin         | 1767 | Louis XV       |        | Quélen                       | Création pour Paul-François de Quélen de Stuer de Caussade                                                 | 1828       |
| Saint Simon           | 1635 | Louis XIII     | 1635   | Rouvroy                      | Création pour Claude de Rouvroy                                                                            | 1755       |
| Sérent                | 1817 | Louis XVIII    | 1817   | Sérent                       | Création pour Armand-Louis de Sérent                                                                       |            |
| Sully                 | 1606 | Henri IV       | 1606   | Béthune                      | Création pour Maximilien de Béthune                                                                        | 1807       |
| Taillebourg           | 1749 | Louis XV       | 1749   | La Trémoïlle                 | Création pour Louis-Stanislas de La Trémoïlle                                                              | 1749       |
| Tavannes              | 1786 | Louis XVI      | 1817   | Saulx-Tavannes               | Création pour Charles François Casimir de Saulx                                                            | 1845       |
| Talleyrand            | 1817 | Louis XVIII    | 1817   | Talleyrand-Périgord          | Création pour Charles-Maurice de Talleyrand-Périgord avec transmissibilité à son neveu                     | 1968       |
| Tarente               | 1809 | Napoléon Ier   |        | Macdonald                    | Création pour le maréchal Étienne-Jacques-Joseph Macdonald                                                 | 1912       |
| Tascher de La Pagerie | 1833 | Louis-Philippe |        | Tascher                      | | 1901       |
| Thouars               | 1563 | Charles IX     | 1595   | La Trémoïlle                 | Création pour Louis de La Trémoïlle                                                                        | 1933       |
| Tourzel               | 1816 | Louis XVIII    |        | Croÿ d’Havré                 | Création pour Louise-Élisabeth de Croÿ d'Havré                                                             | 1844       |
| Tresmes               | 1648 | Louis XIV      | 1648   | Potier                       | Création pour René Potier – cf. Duché de Gesvres                                                           | 1670       |
| Trévise               | 1808 | Napoléon Ier   |        | Mortier                      | Création pour le maréchal Édouard Adolphe Mortier                                                          | 1946       |
| Uzès                  | 1565 | Charles IX     | 1572   | Crussol                      | Création pour Antoine de Crussol                                                                           |            |
| Valentinois           | 1498 | Louis XII      | 1498   | Borgia                       | Création pour César Borgia                                                                                 | 1507       |
| Valentinois           | 1548 | Henri II       | 1548   | Poitiers                     | Création pour Diane de Poitiers                                                                            | 1566       |
| Valentinois           | 1642 | Louis XIII     | 1642   | Grimaldi                     | Création pour Honoré II de Monaco                                                                          | 1949       |
| Valmy                 | 1808 | Napoléon Ier   |        | Kellermann                   | Création pour le maréchal François-Christophe Kellermann                                                   | 1868       |
| Vendôme               | 1514 | Louis XII      | 1514   | Bourbon-Vendôme              | Création pour Charles de Bourbon-Vendôme                                                                   | 1712       |
| Verneuil              | 1652 | Louis XIV      | 1652   | Bourbon-Verneuil             | Création pour Henri de Bourbon-Verneuil                                                                    | 1682       |
| Vicence               | 1808 | Napoléon Ier   |        | Caulaincourt                 | Création pour Armand Augustin Louis de Caulaincourt                                                        | 1896       |
| Villars               | 1705 | Louis XIV      | 1709   | Villars                      | Création pour le maréchal Claude Louis Hector de Villars                                                   | 1770       |
| Villemor              | 1650 | Louis XIV      | 1650   | Séguier                      | Création pour Pierre Séguier – cf. Duché de Coislin                                                        | 1663       |
| Villeroy              | 1651 | Louis XIV      | 1651   | Neufville                    | Création pour le maréchal Nicolas de Neufville                                                             | 1794       |
| Villequier            | 1759 | Louis XV       |        | Aumont                       | Création pour Louis-Alexandre-Céleste d'Aumont de Rochebaron                                               | 1888       |
| Vitry                 | 1644 | Louis XIV      | 1650   | L'Hospital                   | Création pour le maréchal Nicolas de L'Hospital                                                            | 1679       |
| Vivonne               | 1668 | Louis XIV      |        | Rochechouart                 | Création pour le maréchal Louis Victor de Rochechouart                                                     | 1688       |
| Wagram                | 1817 | Louis XVIII    | 1817   | Berthier                     | Création pour Napoléon Alexandre Berthier                                                                  | 1918       |

## Duchés créés par des Souverains français sur des territoires étrangers
| NOM     | Date | Souverain  | Lieu       | Maison                  | Historique                                                 | Extinction |
| ------- | ---- | ---------- | ---------- | ----------------------- | ---------------------------------------------------------- | ---------- |
| Candale | 1621 | Louis XIII | Angleterre | de Nogaret              | Création pour Henri de Nogaret                             | 1658       |
| Cardone | 1642 | Louis XIII | Espagne    | de La Mothe Houdancourt | Création pour le maréchal Philippe de La Mothe-Houdancourt | 1652       |

## Duchés créés par des Souverains étrangers sur des territoires annexés par la France
| NOM          | Date | Souverain            | État        | Maison      | Historique                                             | Extinction                                                        |
| ------------ | ---- | -------------------- | ----------- | ----------- | ------------------------------------------------------ | ----------------------------------------------------------------- |
| Aoste        | 1845 | Charles-Albert       | Savoie      | de Savoie   | Création pour Amédée Ier d'Espagne                     |                                                                   |
| Caderousse   | 1663 | Alexandre VII        | Saint-Siège | d'Ancezune  |                                                        | 1865                                                              |
| Caumont      | 1789 | Pie VI               | Saint-Siège | de Seytres  |                                                        | 1870                                                              |
| Chablais     | 1763 | Charles-Emmanuel III | Savoie      | de Savoie   | Création pour Benoît-Maurice de Savoie                 | 1854                                                              |
| Crillon      | 1725 | Benoît XIII          | Saint-Siège | de Crillon  | Création pour François-Félix de Berton des Balbes      | 1870                                                              |
| Doudeauville | 1782 | Charles III          | Espagne     | Le Tellier  | Création pour François-César Le Tellier de Courtanvaux |                                                                   |
| Fortia       | 1775 | Pie VI               | Saint-Siège | de Fortia   |                                                        | 1826                                                              |
| Gadagne      | 1669 | Clément IX           | Saint-Siège | de Galléan  |                                                        | Ce titre n'est pas éteint. Seul est éteint celui de Napoléon III. |
| Genevois     | 1564 | Emmanuel-Philibert   | Savoie      | de Savoie   | Création pour Jacques de Savoie-Nemours                | 1724                                                              |
| Isnards      | 1737 | Clément XII          | Saint-Siège | des Isnards | Création pour Esprit-Toussaint des Isnards             | 1776                                                              |
| Montpezat    | 1758 | -                    | Saint-Siège | de Trémolet |                                                        |                                                                   |

Désormais les titres de duc sont seulement maintenus en France, ils ne sont plus créés.

## Duchés créés par des Souverains étrangers sur des territoires français
| NOM         | Date | Souverain  | État   | Maison   | Historique                                       | Extinction |
| ----------- | ---- | ---------- | ------ | -------- | ------------------------------------------------ | ---------- |
| Valentinois | 1920 | Albert Ier | Monaco | Grimaldi | Titre concédé en 1642 par Louis XIII à Honoré II |            |

## Liste alphabétique des duchés français
- Haut – A
- B
- C
- D
- E
- F
- G
- H
- I
- J
- K
- L
- M
- N
- O
- P
- Q
- R
- S
- T
- U
- V
- W
- X
- Y
- Z

### A
| Nom du Duché (ancien titre) | Commune (Ancien nom)         | Département (ancienne province) | Date de création (date de la pairie) | Nom du premier titulaire (titre principal)                        | Histoire (liste des ducs) Note sur le château.                                                                                  |
| Duché d'Agenois | Agen                         | Lot-et-Garonne                  | 1785-1800 | Armand-Désiré de Vignerot du Plessis, Duc d'Aiguillon             | Titre éteint |
| Duché d'Aiguillon Baronnies d'Aiguillon, de Montpezat, de Sainte-Livrade, de Madaillan et d'Almayrac                                | Aiguillon                    | Lot-et-Garonne/Agenais          | 1599-1632, (1600) | Henri de Mayenne duc de Mayenne                                   | Titre éteint (liste des ducs d'Aiguillon)                                                                                       |
| Duché de Puylaurens Baronnies d'Aiguillon, de Montpezat, de Sainte-Livrade, de Madaillan et d'Almayrac, et seigneurie de Puylaurens | Aiguillon                    | Lot-et-Garonne                  | 1634-1635 | Antoine de L'Age                                                  | Titre éteint (liste des ducs d'Aiguillon)                                                                                       |
| Duché d'Aiguillon Baronnies d'Aiguillon, de Montpezat, de Sainte-Livrade, de Madaillan et d'Almayrac                                | Aiguillon                    | Lot-et-Garonne                  | 1638-1704, (1638) | Marie-Madeleine de Vignerot du Plessis                            | Titre éteint Transmission du titre possible par les femmes. (liste des ducs d'Aiguillon                                         |
| Duché d'Aiguillon Baronnies d'Aiguillon, de Montpezat, de Sainte-Livrade, de Madaillan et d'Almayrac                                | Aiguillon                    | Lot-et-Garonne                  | 1704-1800, (1731) | Louis de Vignerot du Plessis marquis de Richelieu                 | Titre éteint (liste des ducs d'Aiguillon))                                                                                      |
| Duché d'Albret | Labrit (Albret)              | Landes Gascogne                 | 1500 |                                                                   | |
| Duché d'Albret | Nérac                        | Lot-et-Garonne Agenais          | 1641 |                                                                   | |
| Duché d'Alençon Comté d'Alençon | Alençon                      | Orne Basse-Normandie            | 1404-1525, duché-pairie | Jean Ier d'Alençon (Valois)                                       | Titre éteint Confiscation de 1458 à 1461, de 1474 à 1476 et de 1482 à 1483. Liste des comtes puis ducs d'Alençon. Château ducal |
| Duché d'Alençon Duché d'Alençon (domaine royal)                                                                                     | Alençon                      | Orne Normandie                  | 1566, (1566) | François de France (1555-1584), Duc d'Anjou                       | Titre éteint (Liste). Château                                                                                                   |
| Duché d'Alençon (domaine royal) | Alençon                      | Orne Normandie                  | 1646-1696, (1646) | Gaston de France (1608-1660), Duc d'Orléans                       | Titre éteint (Liste). Château                                                                                                   |
| Duché d'Alençon (domaine royal) | Alençon                      | Orne Normandie                  | 1710-1710, (1710) | Charles de France (1686-1714), Duc de Berry                       | Titre éteint Liste des comtes puis ducs d'Alençon. Château                                                                      |
| Duché d'Alençon (domaine royal) | Alençon                      | Orne Normandie                  | 1774-1814, (1774) | Louis XVIII de France, Comte de Provence, puis roi de France      | Titre éteint. Liste des comtes puis ducs d'Alençon. Château                                                                     |
| Duché d'Alincourt | Alaincourt                   | Haute-Saône Franche-Comté       | 1729-1732 | François-Camille de Neufville                                     | Titre éteint |
| Duché d'Amboise Baronnie d'Amboise                                                                                                  | Amboise                      | Indre-et-Loire Touraine         | 1764-1785, (1764) | Étienne François de Choiseul duc de Choiseul (duc de Stainville). | Titre éteint Liste des ducs d'Amboise. Château d'Amboise                                                                        |
| Duché d'Amboise Baronnie d'Amboise, seigneurie de Chanteloup                                                                        | Amboise                      | Indre-et-Loire Touraine         | 1787-1793, (1787) | Louis Jean Marie de Bourbon, duc de Penthièvre.                   | Titre éteint (Liste). Château d'Amboise                                                                                         |
| Duché d'Angoulême Comté d'Angoulême, terres et seigneuries de Jarnac, Châteauneuf, Montignac et Bassac                              | Angoulême                    | Charente Angoumois              | 1515-1531, (1515) | Louise de Savoie, mère du roi.                                    | Titre éteint (Liste des comtes et ducs d'Angoulême). Château d'Angoulême                                                        |
| Duché d'Angoulême (domaine royal)                                                                                                   | Angoulême                    | Charente Angoumois              | 1540-1545, (1540) | Charles II d'Orléans, duc d'Orléans.                              | Titre éteint |
| Duché d'Anjou (domaine royal : comté d'Anjou)                                                                                       | Angers                       | Maine-et-Loire Anjou            | 1360 (1360) | Louis Ier de Naples, duc d'Anjou.                                 | |
| Duché d'Antin | Antin                        | Hautes-Pyrénées Bigorre         | 1711-1757 (1711) | Louis-Antoine de Pardaillan                                       | Titre éteint. |
| Duché d'Anville | Anville (Enville)            | Charente Angoumois              | 1732-1792 | Jean-Baptiste de La Rochefoucauld de Roye                         | Titre éteint |
| Duché d'Arpajon | Sévérac-le-Château (Sévérac) | Aveyron Rouergue                | duché-pairie en 1650 érigé sur la localité de Sévérac-le-Château (département de l'Aveyron, province de Rouergue) pour Louis d'Arpajon (1590-1679) | Louis d'Arpajon (1590-1679)                                       | Titre éteint en 1679 avec le 1er                                                                                                |
| Duché d'Aubigny Châtellenie d'Aubigny-sur-Nère                                                                                      | Aubigny-sur-Nère (Aubigny)   | Cher Haut-Berry                 | 1684 (1684) | Louise Renée de Penancoët de Keroual Duchesse de Portsmouth       | Titre porté Lettres de relief en 1777                                                                                           |
| Duché d'Aumale | Aumale                       | Seine-Maritime Haute-Normandie  | |                                                                   | |
| Duché d'Aumont | Isles-Aumont (Isles)         | Aube Basse-Champagne            | 1665 |                                                                   | |
| Duché d'Ayen | Noailles                     | Corrèze Bas-Limousin            | 1737 |                                                                   | |

- Haut – A
- B
- C
- D
- E
- F
- G
- H
- I
- J
- K
- L
- M
- N
- O
- P
- Q
- R
- S
- T
- U
- V
- W
- X
- Y
- Z

### B
| Nom du duché (ancien titre)       | Commune (ancien nom)          | Département (ancienne province) | Date d'érection (date de la pairie) | Nom du premier titulaire (titre principal)  | Histoire (liste des ducs) Note sur le château.     |
| Duché de Bauffremont              | Bauffremont                   | Vosges (Lorraine)               | 1817 (1815)                         | Alexandre de Bauffremont (Prince de Marnay) | Titre porté (Ducs)                                 |
| Duché de Bar                      | Bar-le-Duc                    | Meuse Barrois                   |                                     |                                             |                                                    |
| Duché de Beaupréau                | Beaupréau                     | Maine-et-Loire Anjou            | 1552-1620                           | Charles de Bourbon                          | Titre éteint                                       |
| Duché de Bellegarde               | Bellegarde (Choisy-aux-Loges) | Loiret (Orléanais)              | 1619                                | Roger II de Saint-Lary                      | (Duc de Bellegarde) Château de Bellegarde (Loiret) |
| Duché de Beuvron                  | Beuvron                       | Calvados Normandie              | 1784-1797                           | Anne-François d'Harcourt                    | Titre éteint                                       |
| Duché de Biron                    | Biron                         | Dordogne Périgord               | 1598                                | Charles de Gontaut-Biron                    | (Liste des seigneurs de Biron) Château de Biron    |
| Duché d'Aquitaine puis de Guyenne | Bordeaux                      | Gironde Guyenne                 |                                     |                                             |                                                    |
| Duché de Boufflers                | Boufflers                     | Somme Picardie                  | 1708                                | Louis François de Boufflers                 | (Liste des ducs de Boufflers)                      |
| Duché de Bourbon                  | Bourbon-l'Archambault         | Allier Bourbonnais              |                                     | Louis Ier de Bourbon                        | (Liste des ducs de Bourbon)                        |
| Duché de Berry                    | Bourges                       | Cher Berry                      | 1360                                | Jean Ier de Berry                           | (Liste des ducs de Berry)                          |
| Duché de Bournonville             | Bournonville                  |                                 | 1652                                | Alexandre Ier de Bournonville               | (Maison de Bournonville)                           |
| Duché de Brienne                  | Brienne                       | Aube Champagne                  | 1587                                | Charles II de Luxembourg                    | (Liste des ducs de Brienne)                        |
| Duché de Brissac                  | Brissac-Quincé                | Maine-et-Loire Comté d'Anjou    | 1611                                | Charles II de Cossé                         | (Duc de Brissac) Château de Brissac                |
| Duché de Broglie                  | Broglie (Eure)                | Eure Normandie                  |                                     |                                             |                                                    |
| Duché de Brunoy                   | Brunoy                        |                                 |                                     |                                             |                                                    |

- Haut – A
- B
- C
- D
- E
- F
- G
- H
- I
- J
- K
- L
- M
- N
- O
- P
- Q
- R
- S
- T
- U
- V
- W
- X
- Y
- Z

### C
| Nom du duché (ancien titre)                        | Commune (ancien nom)                    | Département (ancienne province) | Date d'érection (date de la pairie) | Nom du premier titulaire (titre principal)                  | Histoire (liste des ducs) Note sur le château. |
| Duché de Chartres                                  | Chartres                                | Eure-et-Loir Chartrain          | 1528-1597                           | Renée de France Comtesse de Gisors                          | Titre éteint                                   |
| Duché de Chartres                                  | Chartres                                | Eure-et-Loir Chartrain          | 1626-1660 (1626)                    | Gaston de France Duc d'Orléans                              | Titre éteint                                   |
| Duché de Chartres                                  | Chartres                                | Eure-et-Loir Chartrain          | 1661 (1661)                         | Philippe de France Duc d'Orléans                            | Titre éteint                                   |
| Duché de Châtellerault                             | Châtellerault                           | Vienne Haut-Poitou              | 1515 (1515)                         | François de Bourbon                                         | Titre porté                                    |
| Duché de Châtillon (Duché de Coligny)              | Châtillon-Coligny (Châtillon-sur-loing) | Loiret (Gâtinais)               | 1646-1649                           | Gaspard IV de Coligny Mal de France                         | Titre éteint (Ducs)                            |
| Duché de Châtillon                                 | Châtillon-Coligny (Châtillon-sur-loing) | Loiret (Gâtinais)               | 1696-1861                           | Paul Sigismond de Montmorency-Luxembourg                    | Titre éteint Ducs                              |
| Duché de Chevreuse                                 | Chevreuse                               | Yvelines Hurepoix               | 1546 (1612)                         | Jean de Brosse                                              | Titre porté                                    |
| Duché de Clermont Comté de Clermont                | Chirens                                 | Isère Dauphiné                  | 1571-1571 (1571)                    | Henri Antoine de Clermont-Tonnerre Duc de Tonnerre          | Titre éteint                                   |
| Duché de Clermont-Tonnerre Marquisat de Vauvillers | Vauvillers                              | Haute-Saône Franche-Comté       | 1575 (1575)                         | Gaspard de Clermont-Tonnerre Marquis de Cruzy et Vauvillars | Titre éteint                                   |
| Duché de Coligny Seigneurie de Châtillon-sur-loing | Châtillon-Coligny Châtillon-sur-loing   | Loiret (Gâtinais)               | 1643-1646                           | Gaspard III de Coligny (Mal de France)                      | Titre éteint (Ducs)                            |
| Duché de Coligny Comté de Coligny-le-Neuf          | Coligny                                 | Ain (Bresse)                    | 1648-1657                           | Gaspard IV de Coligny (Mal de France)                       | Titre éteint (Ducs)                            |
| Duché de Croÿ                                      | Croouy Saint Pierre                     | Somme Picardie                  | 1598 (1817)                         | Charles de Croÿ                                             | Titre porté                                    |

- Haut – A
- B
- C
- D
- E
- F
- G
- H
- I
- J
- K
- L
- M
- N
- O
- P
- Q
- R
- S
- T
- U
- V
- W
- X
- Y
- Z

### D
| Nom du duché (ancien titre) | Commune (ancien nom) | Département (ancienne province) | Date d'érection (date de la pairie) | Nom du premier titulaire (titre principal) | Histoire (liste des ducs) Note sur le château. |
| Duché de Dunois             | Châteaudun           | Eure-et-Loir                    | 1525-1537 (1525)                    | Louis d'Orléans-Dunois                     | Titre éteint Ducs                              |

- Haut – A
- B
- C
- D
- E
- F
- G
- H
- I
- J
- K
- L
- M
- N
- O
- P
- Q
- R
- S
- T
- U
- V
- W
- X
- Y
- Z

### E
| Nom du duché (ancien titre) | Commune (ancien nom) | Département (ancienne province) | Date d'érection (date de la pairie) | Nom du premier titulaire (titre principal)                  | Histoire (liste des ducs) Note sur le château. |
| Duché d'Elbeuf              | Elbeuf               | Seine Maritime Normandie        | 1581-1825 (1581)                    | Charles de Lorrain-Guise Marquis d'Elbeuf                   | Titre éteint                                   |
| Duché d'Enghien             | Nogent-le-Rotrou     | Eure-et-Loir Perche             | 1566-1569 (1566)                    | François de Bourbon Comte d'Enghien                         | Titre éteint                                   |
| Duché d'Enghien             | Montmorency          | Val d'Oise Paris                | 1689-1804                           | Louis III de Bourbon-Condé Prince de Condé                  | Titre éteint                                   |
| Duché d'Épernon             | Epernon              | Eure-et-Loir Chartrain          | 1581-1661 (1581)                    | Jean Louis de Nogaret de La Valette Amiral de France        | Titre éteint                                   |
| Duché d'Estouteville        | Etouteville          | Seine-Maritime Normandie        | 1534-1707                           | François Ier de Saint-Pol Comte de Saint-Pol et de Chaumont | Titre éteint                                   |
| Duché d'Étampes             | Étampes              | Essonne Orléanais               | 1537-1553                           | Jean IV de Brosse Duc de Chevreuse                          | Titre éteint                                   |
| Duché d'Étampes             | Étampes              | Essonne Orléanais               | 1553-1566                           | Diane de Poitiers Duchesse de Valentinois                   | Titre éteint                                   |
| Duché d'Étampes             | Étampes              | Essonne Orléanais               | 1576-1577                           | Jean Casimir du Palatinat Électeur palatin                  | Titre éteint                                   |
| Duché d'Étampes             | Étampes              | Essonne Orléanais               | 1598-1712                           | Gabrielle d'Estrées Duchesse de Valentinois                 | Titre éteint                                   |
| Duché d’Évreux              | Évreux               | Eure Normandie                  | 1569-1584                           | François de France (1555-1584)                              | Titre éteint                                   |

- Haut – A
- B
- C
- D
- E
- F
- G
- H
- I
- J
- K
- L
- M
- N
- O
- P
- Q
- R
- S
- T
- U
- V
- W
- X
- Y
- Z

### H
| Nom du duché (ancien titre)             | Commune (ancien nom) | Département (ancienne province) | Date d'érection (date de la pairie) | Nom du premier titulaire (titre principal) | Histoire (liste des ducs) Note sur le château. |
| Duché d'Halluin Marquisat de Maignelais | Maignelay-Montigny   | Oise Picardie                   | 1587-1656 (1587)                    | Charles d'Halluin                          | Titre éteint Liste des ducs d'Halluin          |

- Haut – A
- B
- C
- D
- E
- F
- G
- H
- I
- J
- K
- L
- M
- N
- O
- P
- Q
- R
- S
- T
- U
- V
- W
- X
- Y
- Z